# Ritueel

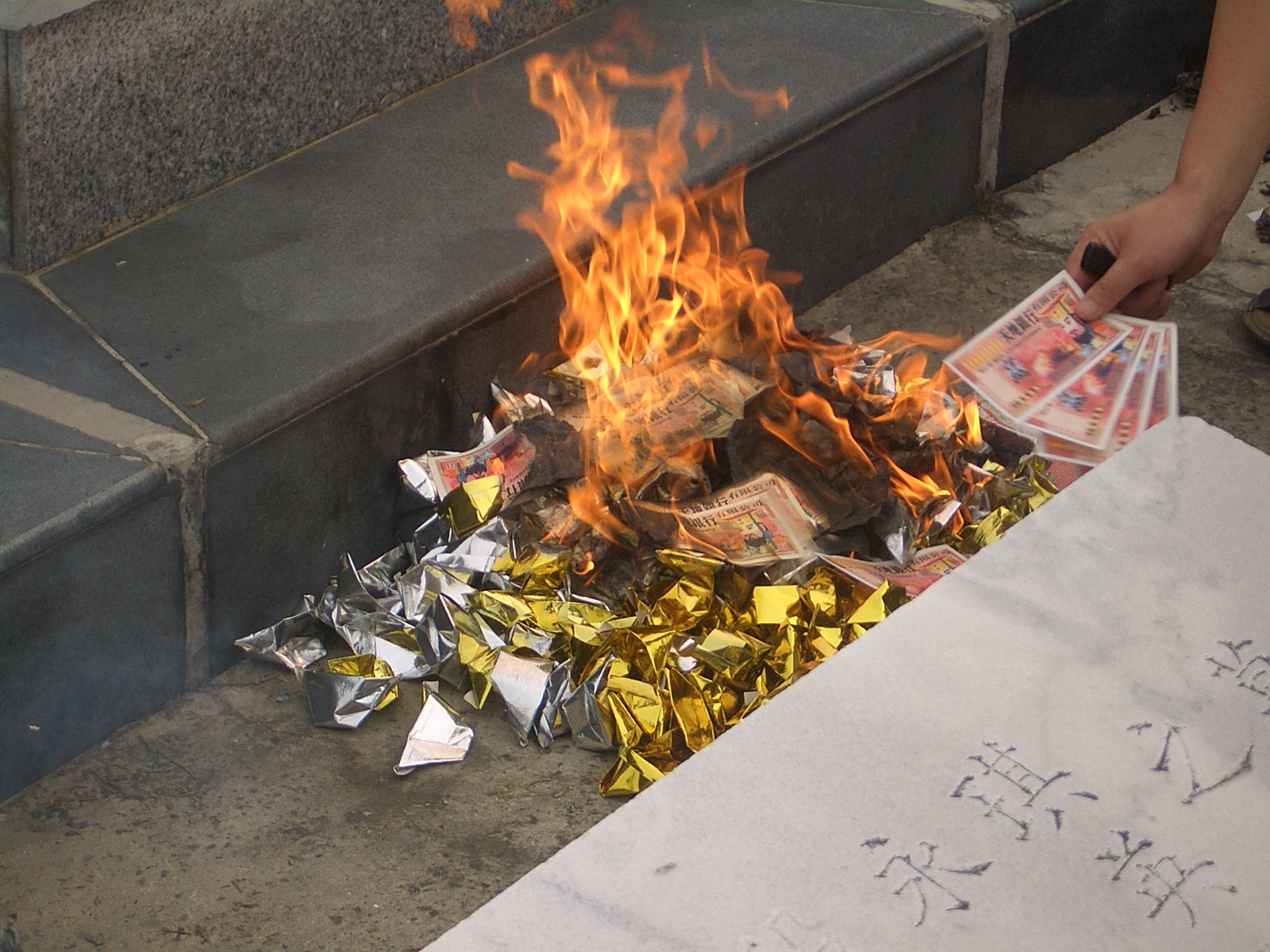
Een offer van dodengeld en yuanbao bij de graven van voorouders, een ritueel tijdens het Ghost Festival in Jiangsu (zie ook voorouderverering)

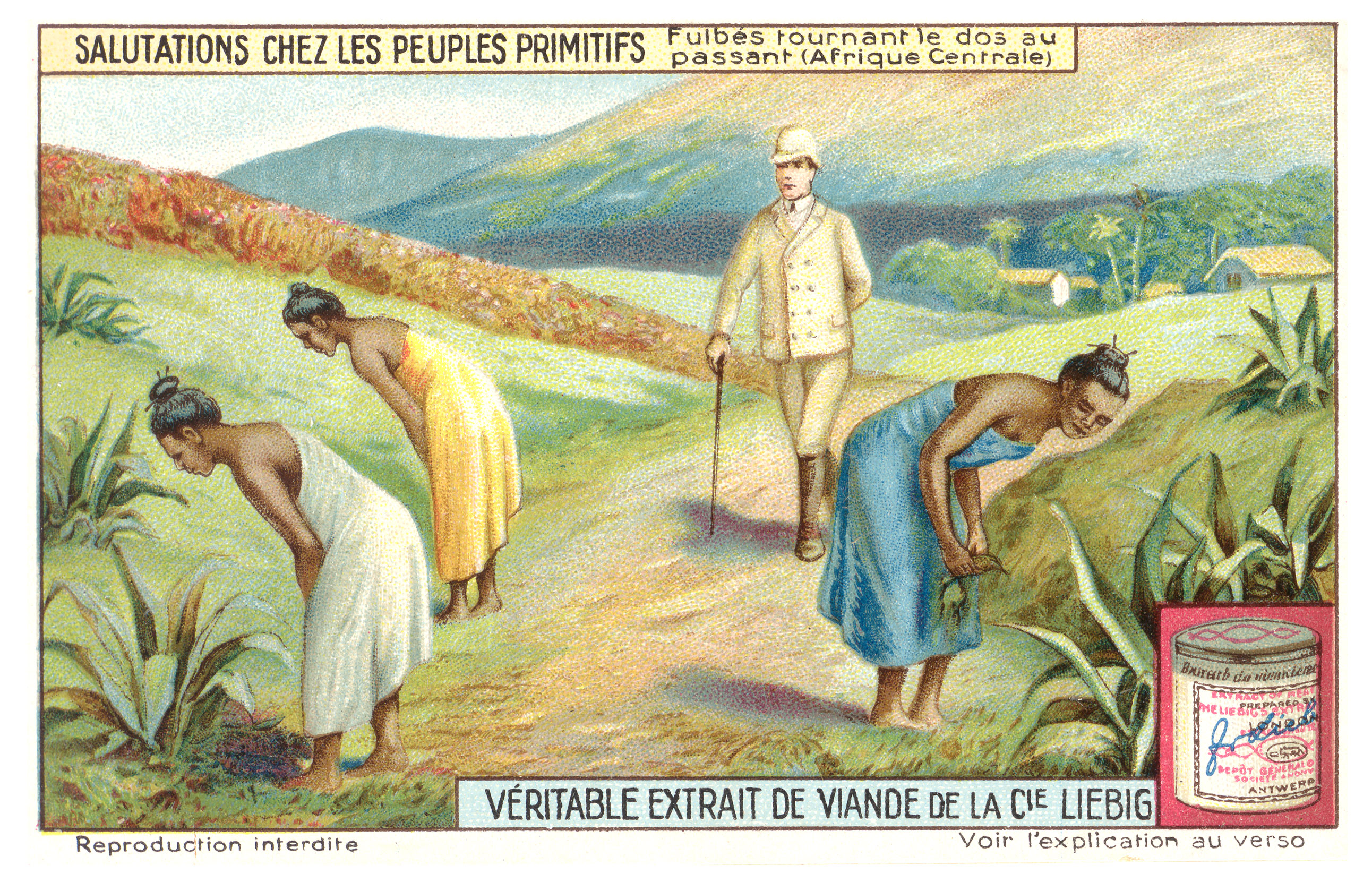
Begroetingsritueel (buiging) van de Fula, 1910

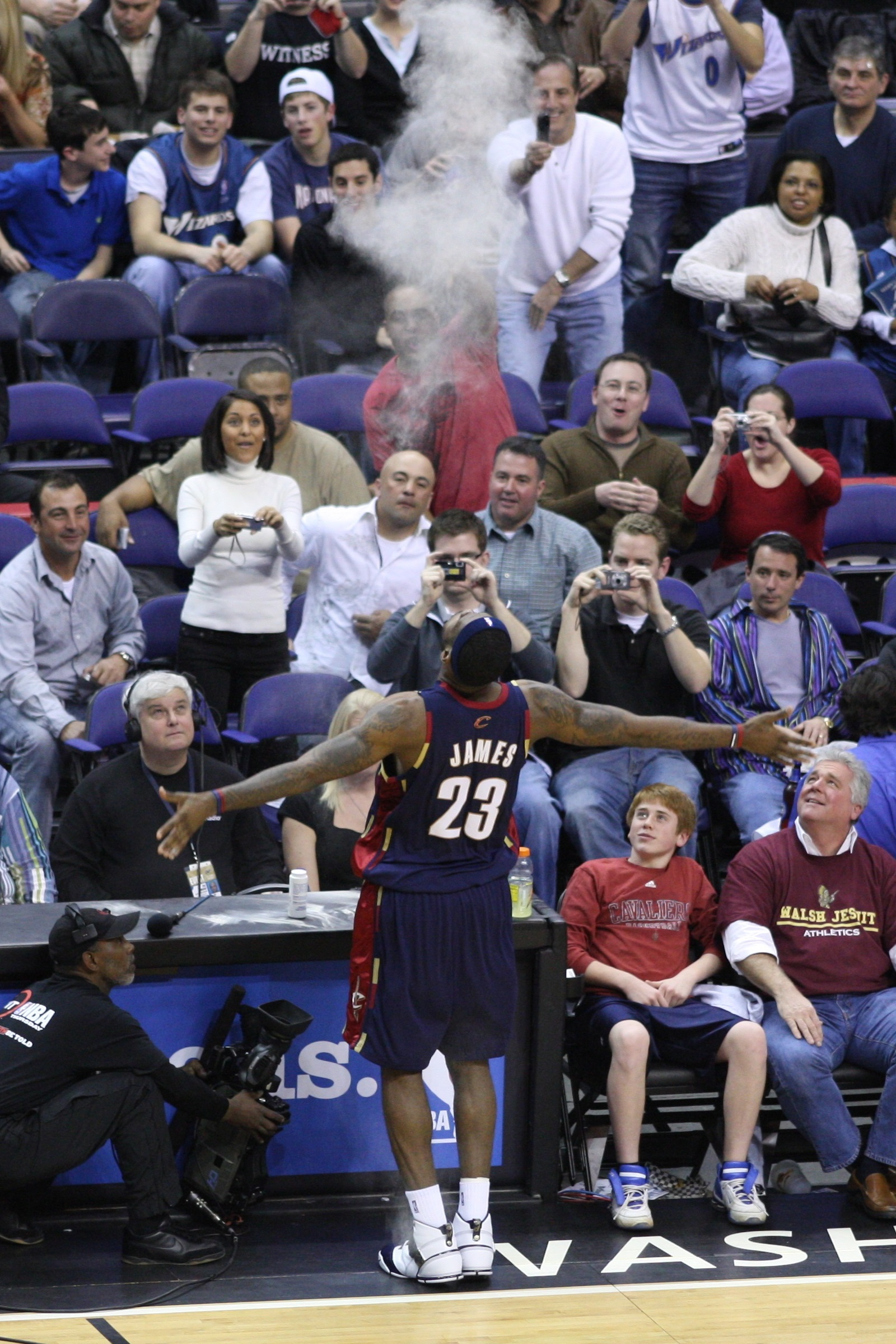
Voor het spelen van een wedstrijd gooit LeBron James poeder in de lucht

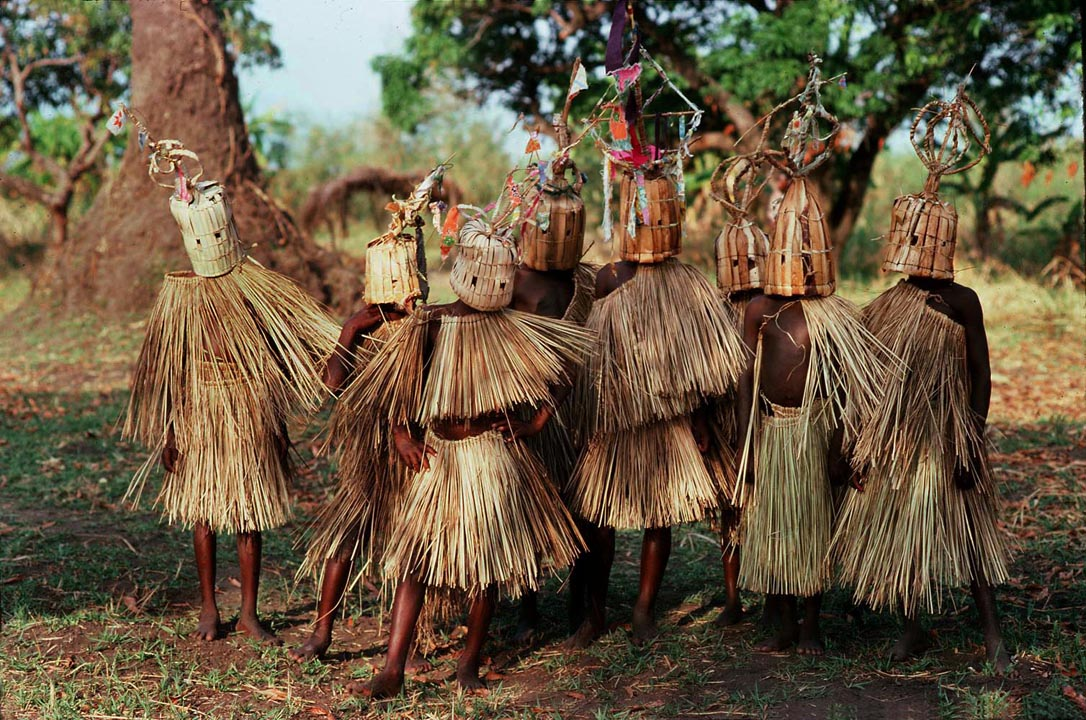
Initiatieritueel van jongens in Malawi

Een ritueel is een opeenvolging van handelingen in een bepaalde volgorde en op een welbepaalde plaats.

## Kenmerken
Rituelen zijn uitingen die in bepaalde omstandigheden herhaald worden. Deze uitingen kunnen bestaan uit enkele elementen maar ook uit een heel scala aan verschillende elementen.
De elementen waaruit rituelen kunnen bestaan zijn onder andere houding, mimiek, gebaar (mudra), dans, zang, woord, klanken, schreeuwen (joelen, jodelen), fluisteren, eten, vasten, drinken, slachten of zich verwonden (bijvoorbeeld door middel van flagellantie, tatoeage, verbranding, scarificatie, het aanbrengen van piercings, neus- en oorringen, circumcisie en vrouwenbesnijdenis). Het uiterlijk en het dragen (of de aanwezigheid) van bepaalde voorwerpen (in de vorm van vermomming, beschildering, het dragen van een masker, staf, wapen, hoofdtooi, kroon, mantel en andere attributen) speelt vaak een rol bij rituelen. In elk geval wordt een ritueel gekenmerkt door een herkenbaar patroon.
Rituelen kunnen een rol spelen bij Wensen. Zo zijn er rituelen bij het doen van een wens, zoals het uitblazen van kaarsjes en het zingen van een lied bij een verjaardag. Ook het heffen van een glas en het klinken van kristal bij een heildronk zijn rituelen. Bepaalde gebeurtenissen vragen om rituelen, zoals het doen van een wens als men een vallende ster ziet of het verbranden van foto´s bij het eindigen van een relatie.
Rituelen lijken op vaste gewoontes. Ze hebben het echter in zich dat men meent er niet meer buiten te kunnen. Zo kan een blokje om voor het slapen gaan een vaste gewoonte zijn. Als men gaat denken dat men zonder dat blokje om niet goed zal kunnen slapen, dan wordt het een geritualiseerde gewoonte. Rituelen kunnen soms leiden tot automatismen, die ondoordacht worden gebezigd, zonder zich nog te realiseren waarom een bepaald ritueel nog wordt uitgevoerd. Een ritueel kan vaak een eigen leven gaan leiden, zonder dat nog ervaren wordt wat de oorspronkelijke betekenis van dat ritueel is geweest: te denken valt bijv. aan het aansteken van kaarsjes op straat na een ingrijpende gebeurtenis, zonder daarbij de oorspronkelijke kerkelijke achtergrond nog te ervaren.
Het vertrouwde karakter van het ritueel is van belang, zowel voor een individuele persoon, die zich erdoor op zijn/haar gemak voelt, als voor een samenleving, waarbinnen de (gedeelde) rituelen een bindmiddel tussen de personen zijn.
Rituelen kunnen invloed hebben op de psyche van de mens omdat ze vaak aansluiten bij het archetype volgens Jung. In de psychologie worden bepaalde vormen van compulsief gedrag ook rituelen genoemd.

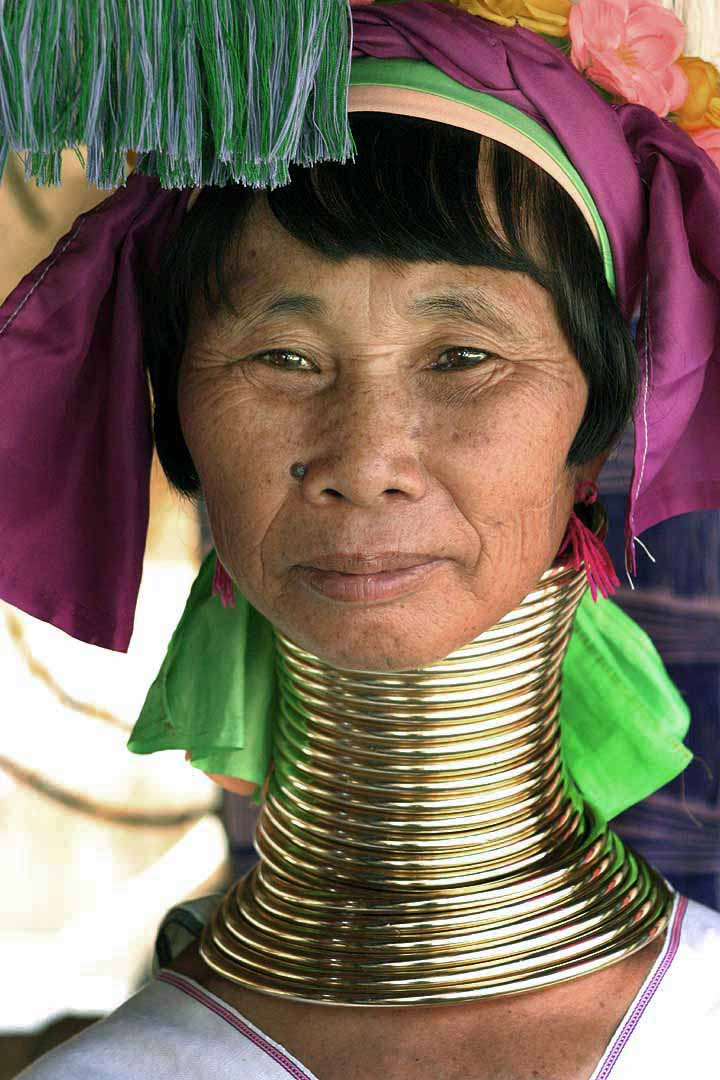
Een Kayanvrouw met nekringen
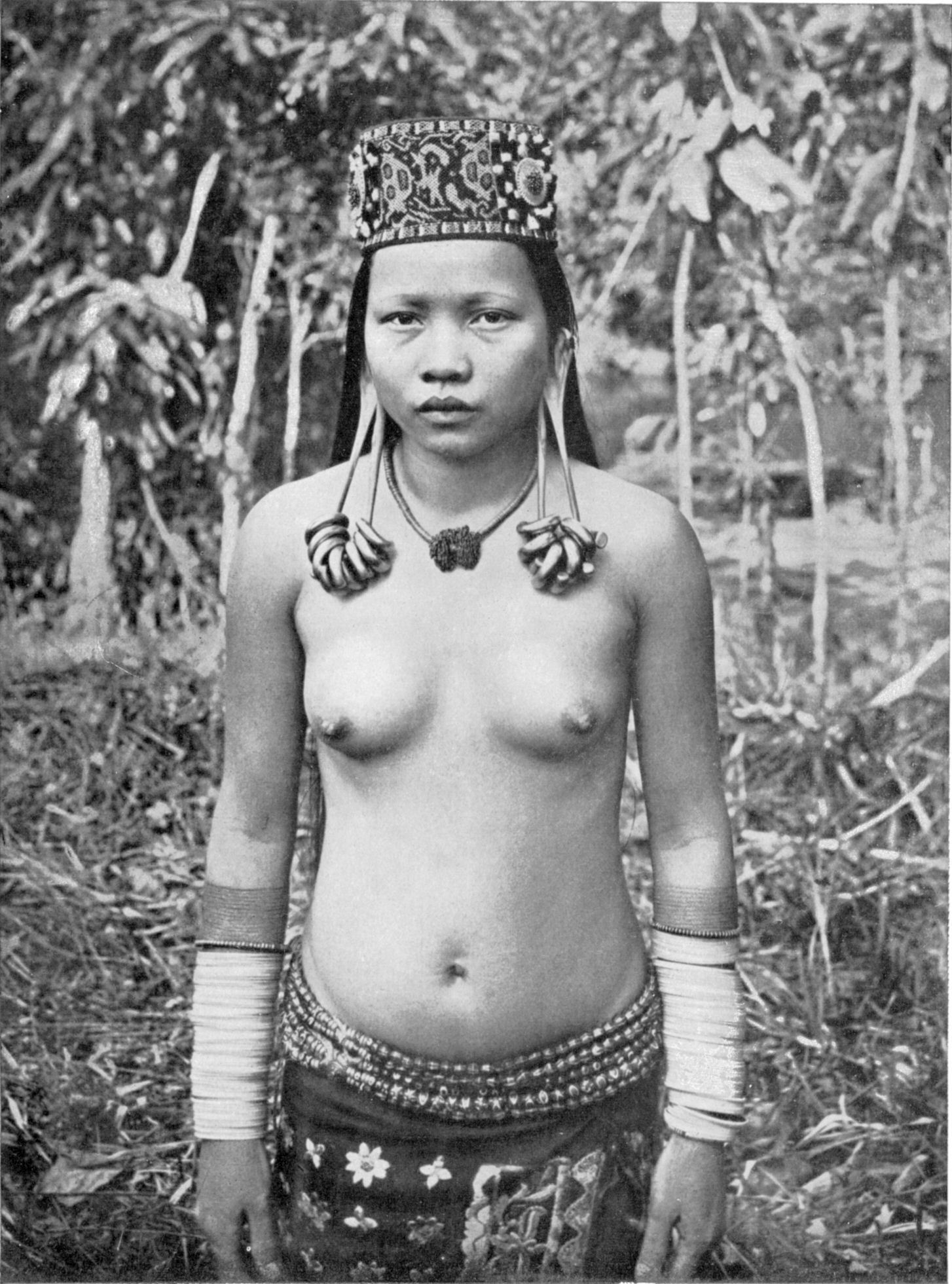
Lirongvrouw met uitgezakte oorlellen door de 'oorringen', 1900
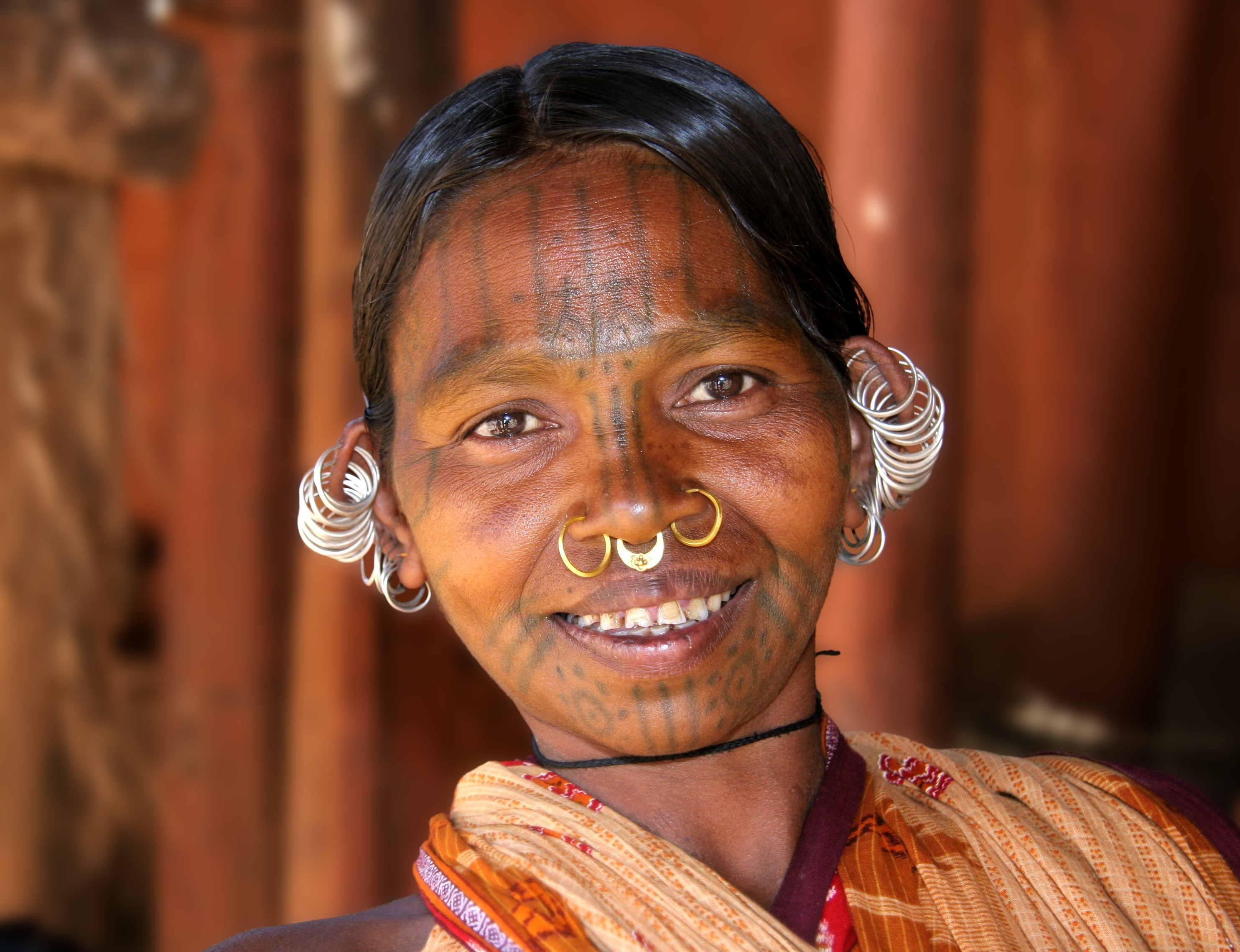
Adivasivrouw met piercingen en tatoeages

## In culturen
In elke cultuur komen bepaalde rituelen voor. Vooral bij belangrijke fasen in het leven zoals geboorte, de overgang naar volwassenheid, huwelijk, religieuze en sociale verbintenissen en de dood. Maar ook als een persoon een nieuwe weg wil gaan en opnieuw wil beginnen. Zo werd vroeger de voordeur alleen gebruikt om een dode weg te dragen, zie ook doodweg.
Veel rituelen zijn tot stand gekomen in religieuze gemeenschappen. Rituelen lijken universeel te zijn. Ze worden gekenmerkt door de nadruk op de vorm (de exacte uitvoering van een handeling is belangrijk), herhaling (het is pas een ritueel als het meermaals wordt opgevoerd) en symbolisme (rituele handelingen hebben symbolische betekenis).
In zijn eenvoudigste vorm kan een ritueel een bijna onmerkbaar knikken met het hoofd zijn. Als ander uiterste kan het een dagen- en nachtenlang durende, uitputtende gebeurtenis zijn waarbij afwisselend wordt gemediteerd en gevast op het ene moment en dan weer wordt overgegaan tot het gebruik van drugs (bijvoorbeeld alcohol, vliegenzwam, piment, soma, ibogaïne, ayahuasca en salvia divinorum), opzwepende dansen, seksuele uitspattingen, orgieën, zelfkastijding, zelfverminking en offeren aan de goden.
Hoewel de bekendste rituelen die uit kerkdiensten en orden zijn, is een ritueel niet per se godsdienstig. Niet-religieuze mensen kennen ook rituelen. Ook in bedrijven komen ze voor, bijvoorbeeld als iemand een jubileum heeft bereikt.
In de westerse religies kan als voorbeeld genomen worden de mis van de Rooms-Katholieke Kerk met voorgeschreven gebeden, het knielen en staan en zitten op bepaalde momenten zoals bij een huwelijk, het opheffen van een kelk, het tonen van een stuk zuurdesembrood en het drinken van wijn en eten en zegenen van dat brood.
In Suriname vermengde de Afrikaanse voodoo zich met allerlei indianenrituelen, waaruit het huidige winti ontstond. Er zijn wereldwijd talloze mengvormen van rituelen die uit verschillende culturen zijn ontstaan, zoals bij Kwanzaa.
- Sioux Ghost Dance, 1894
- De verbranding van de rituele hut

## Rituele voorwerpen
Rituele voorwerpen worden vaak gezien als 'bezield': het zijn zogenaamde fetisjen.
- Totems
- Bepaalde wapens, zoals de kris, boline, athame en zwaard (denk aan 'iemand tot ridder slaan' met een zwaard)
- Bepaalde maskers (zoals de hannya) en andere hoofdbedekking (zoals een kroon, diadeem, tulband, infula of hoofdtooi, capite velato betekent in de Romeinse religie met ritueel bedekt hoofd)
- Bepaalde muziekinstrumenten (zoals de maraka, snorrebot, sjofar, morin khuur, drum, trom, kulintang, klankschaal en gong - zie ook Gongcultuur)
- Toverstaf, staf en andere attributen (zoals een spinrok, scepter en de vajra)
- Bepaalde ringen en andere sieraden
- Kleding en riemen, gordels en gespen, zoals een koningsmantel, gebedskleed of een cingulum
- Lampen (zoals een kaars, olielamp, lantaarn en een lampion)
- Voorwerpen zoals ovens, drinkhoornen, glazen, kommen, schalen, stoelen, kleden, badkuipen (zoals de perirrhanterion)
- Poppen en beelden (zoals de Stadsreus, Wicker Man of zoals gebruikt bij voodoo)
- Gebedsmolens
- Lichaamsdelen (menselijke en dierlijk), zoals een gekrompen hoofd

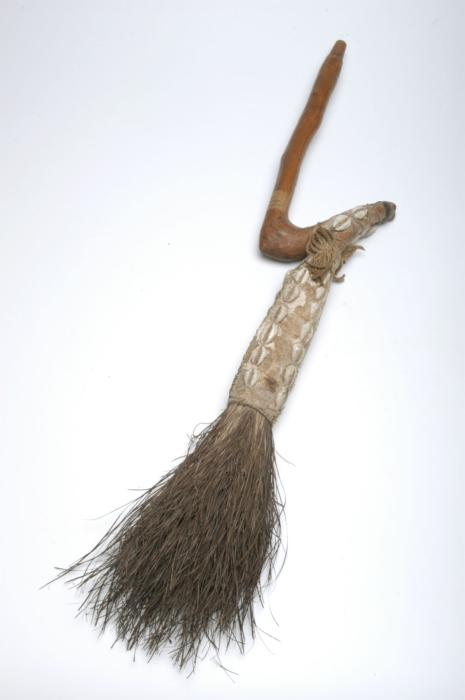
Magische bezem van een obiaman of bonuman (een ritueelspecialist) wordt gebruikt om boze geesten weg te 'vegen' tijdens rituele dansen, Wereldmuseum Amsterdam
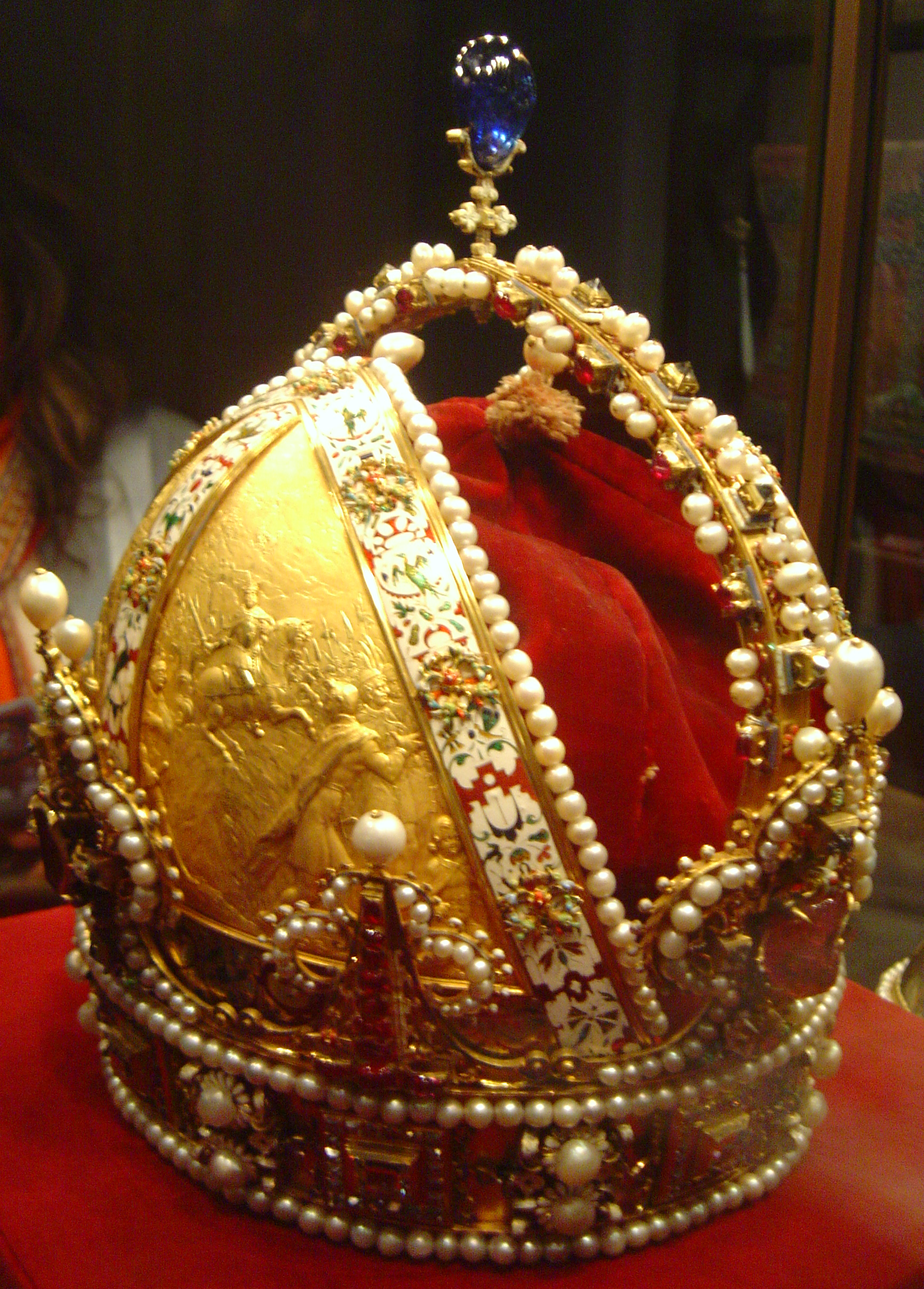
Rudolfinische keizerskroon, de keuze van bergkristal kan worden toegeschreven aan het geloof dat deze kristallen (ook bij bijvoorbeeld drinkglazen) zouden breken of verkleuren wanneer zij met gif in aanraking kwamen
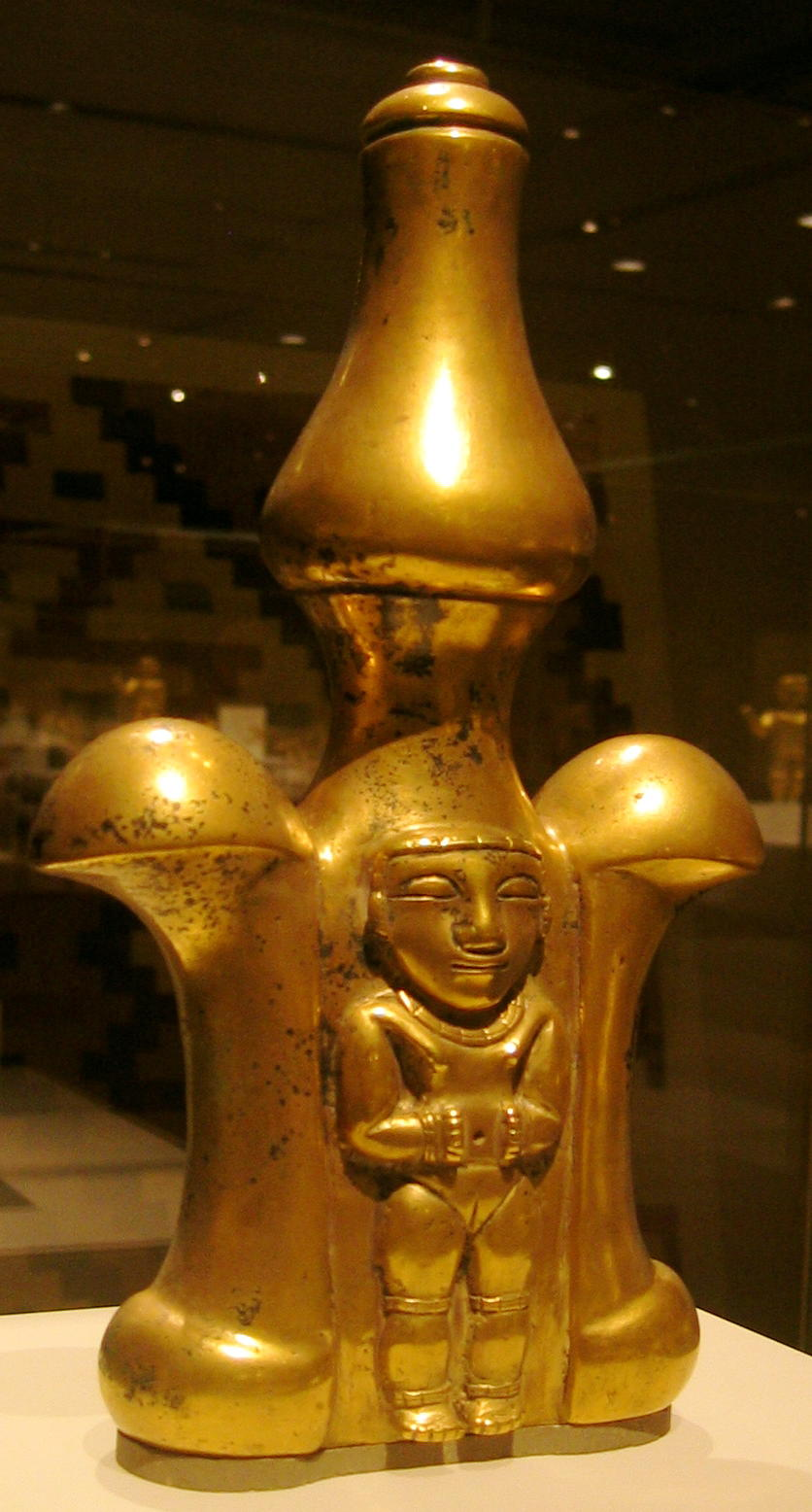
Deze container voor kalk werd gebruikt bij het ritueel kauwen van cocabladeren, Colombia
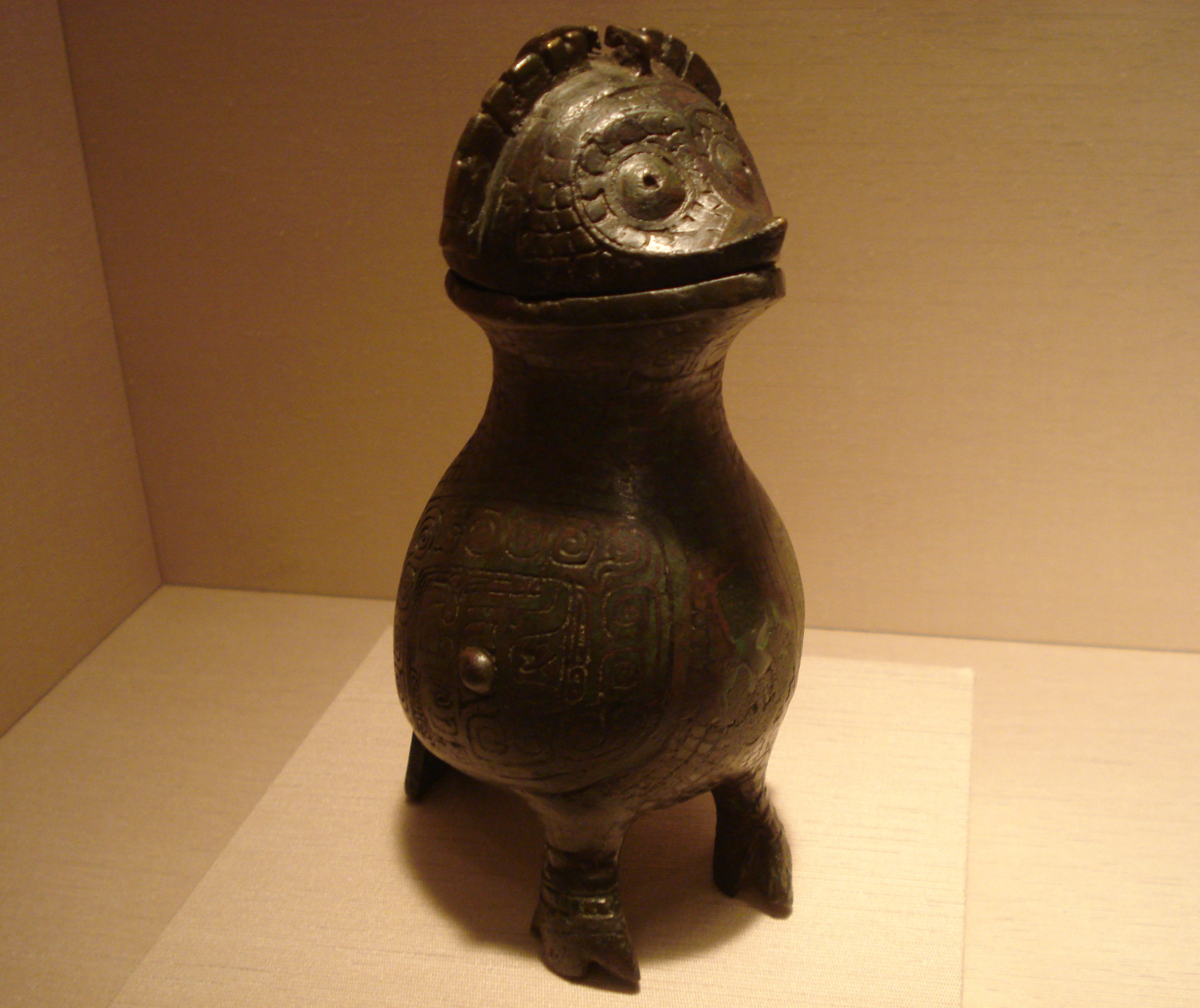
Rituele wijncontainer in de vorm van een uil, Shang-dynastie
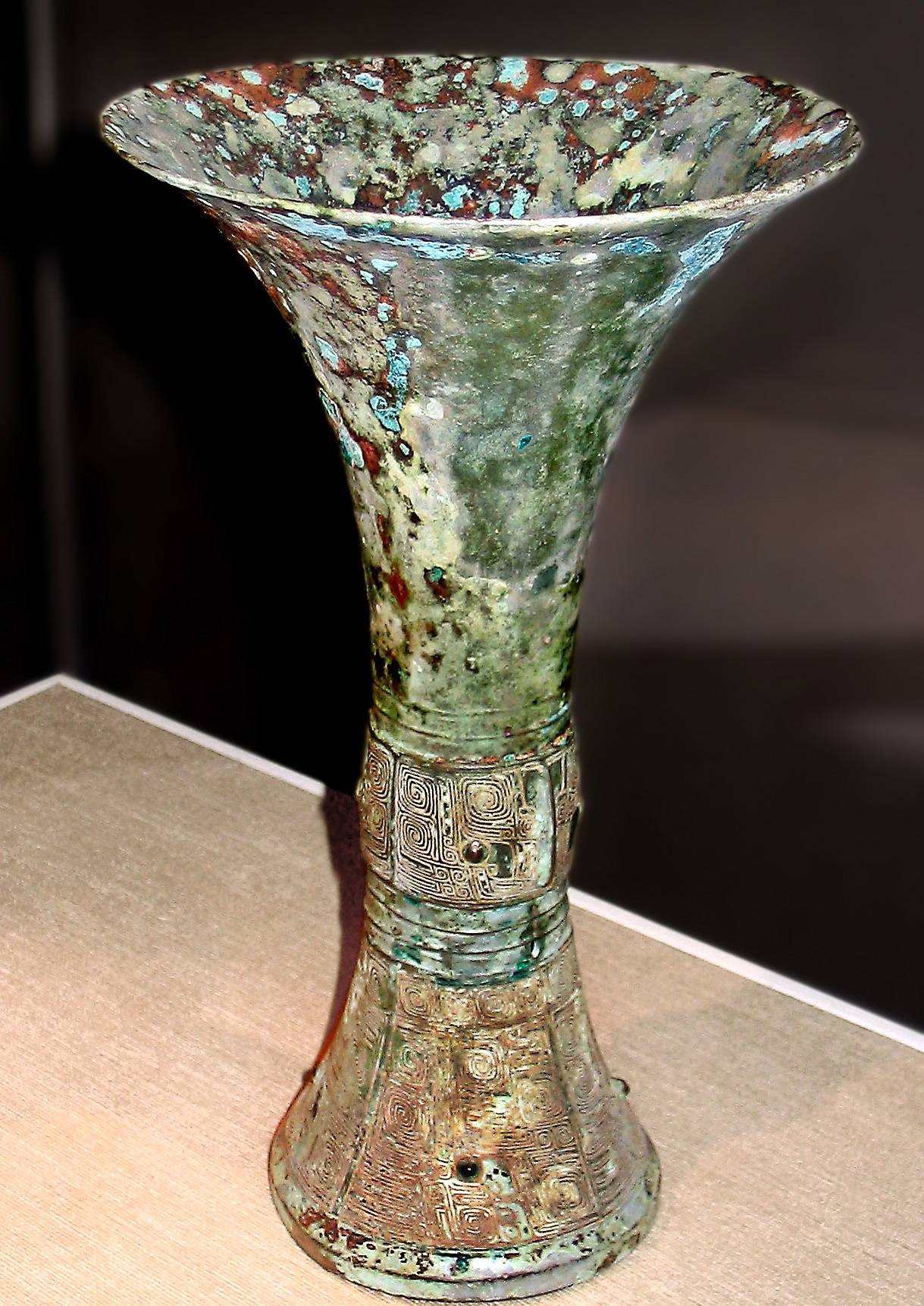
Rituele houder voor wijn uit de Shang-dynastie
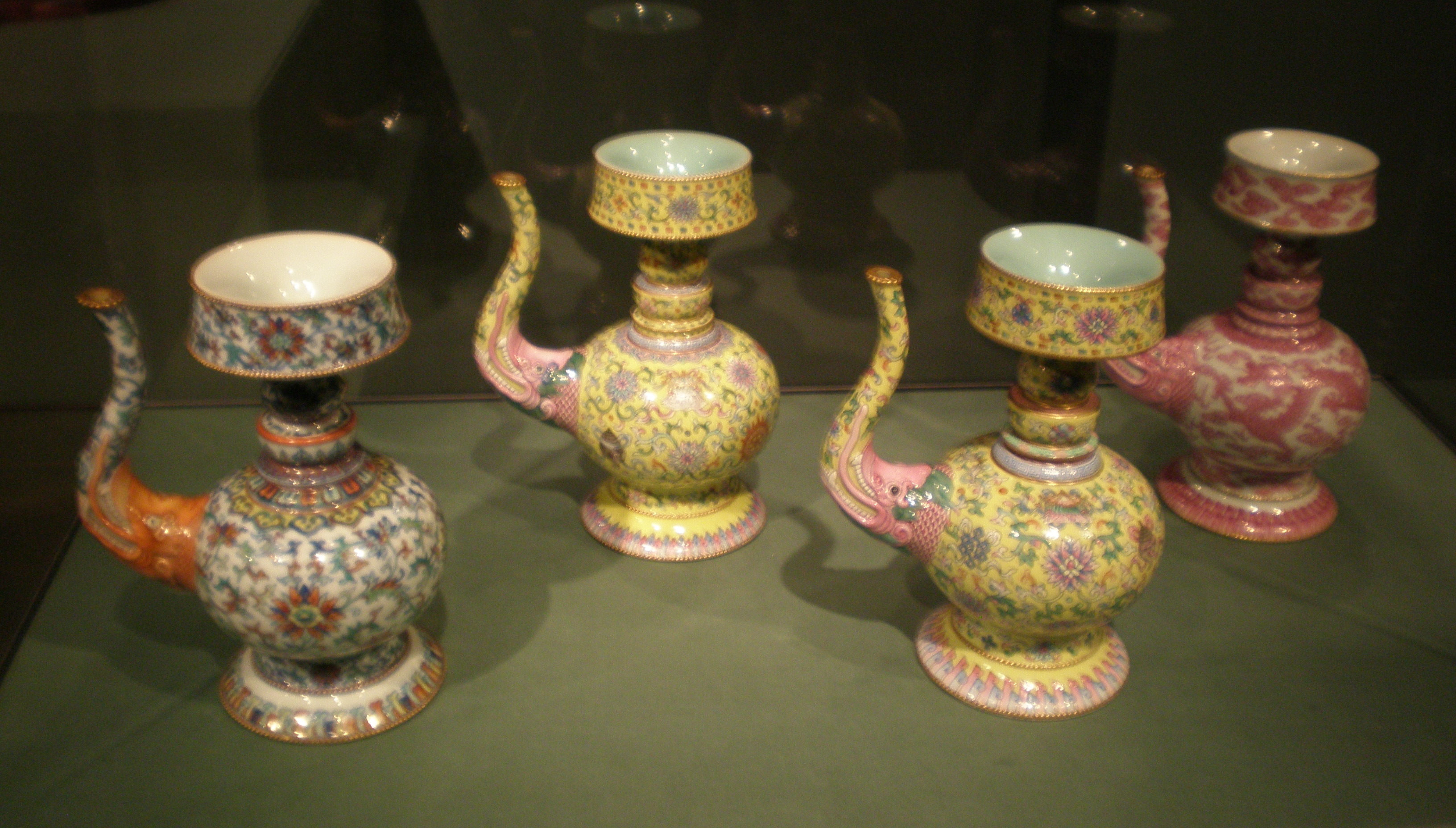
Vier perceleinen waterkannen, 1736-1795, Asian Art Museum in San Francisco
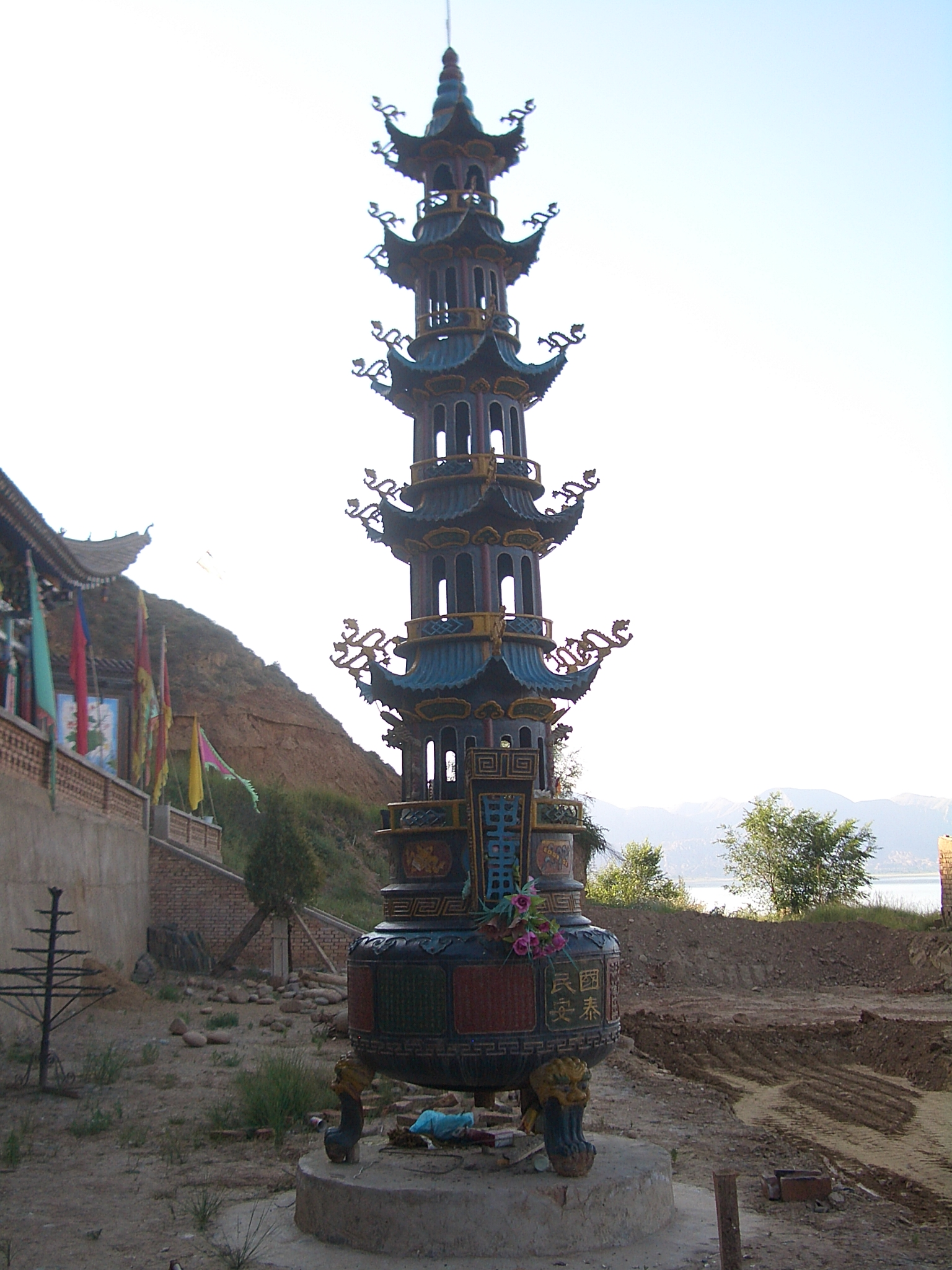
Taoïstische rituele oven, China
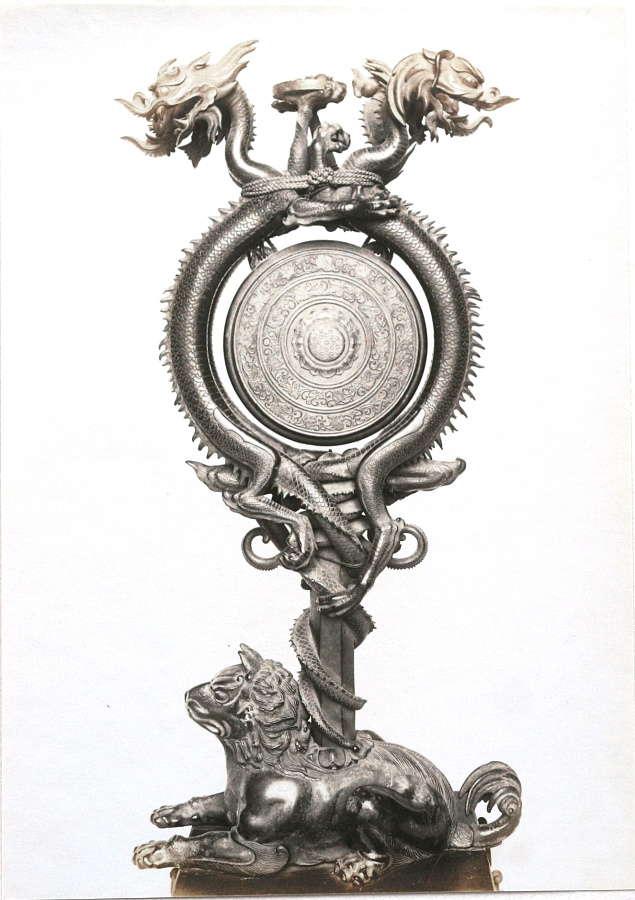
Replica (uit de 12e - 13e eeuw) van de rituele standaard van een gong
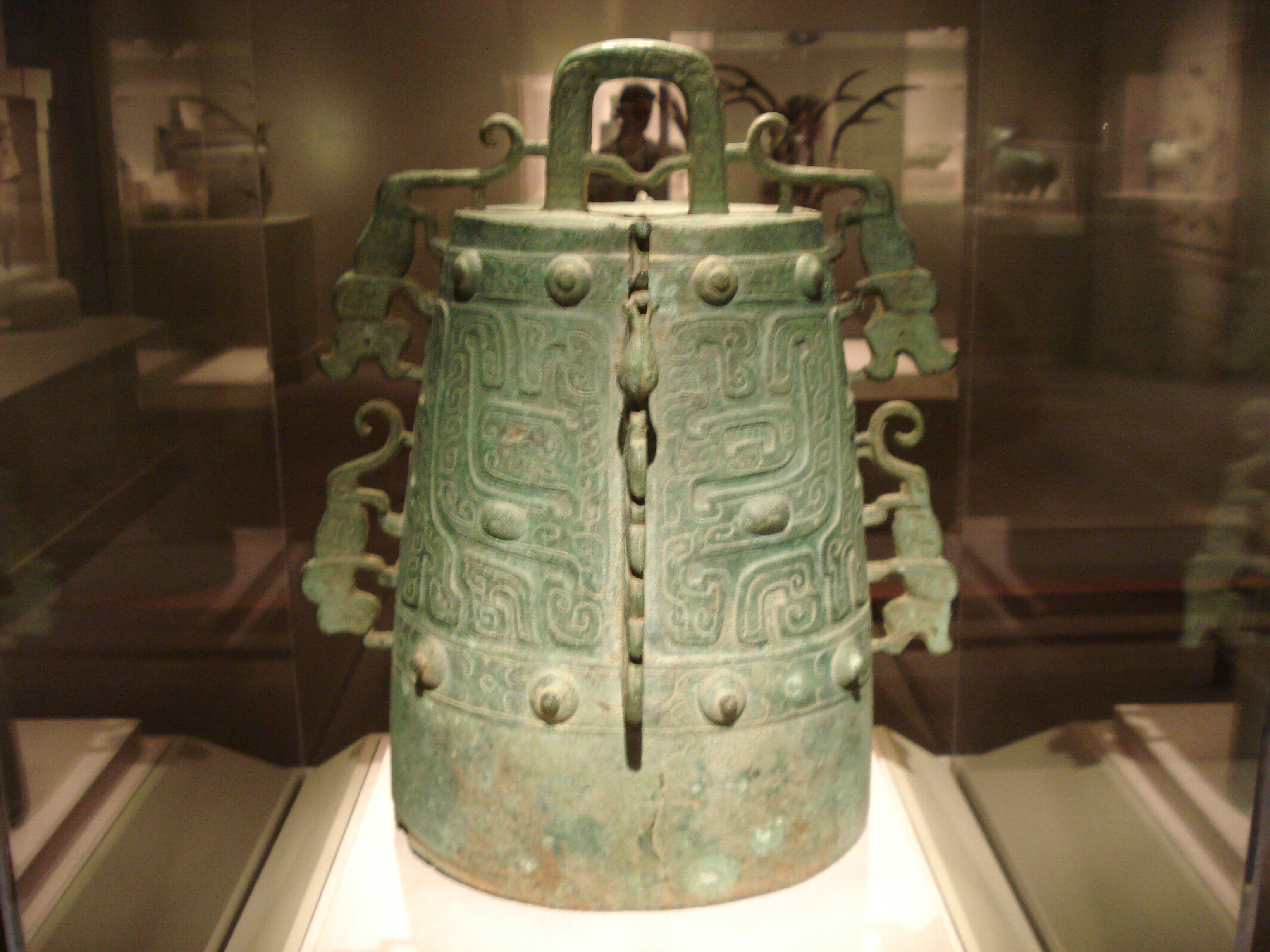
Rituele bronzen klok/bel uit de Zhou-dynastie
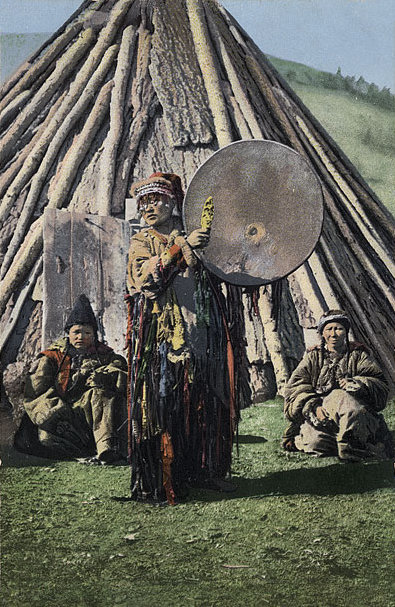
Sjamaan (Altaj) met tamtam
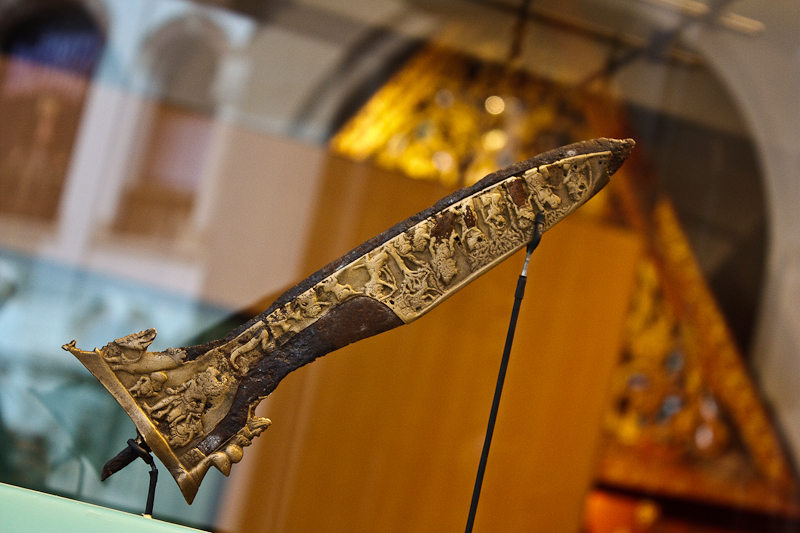
De kris van Knaud, Wereldmuseum Amsterdam
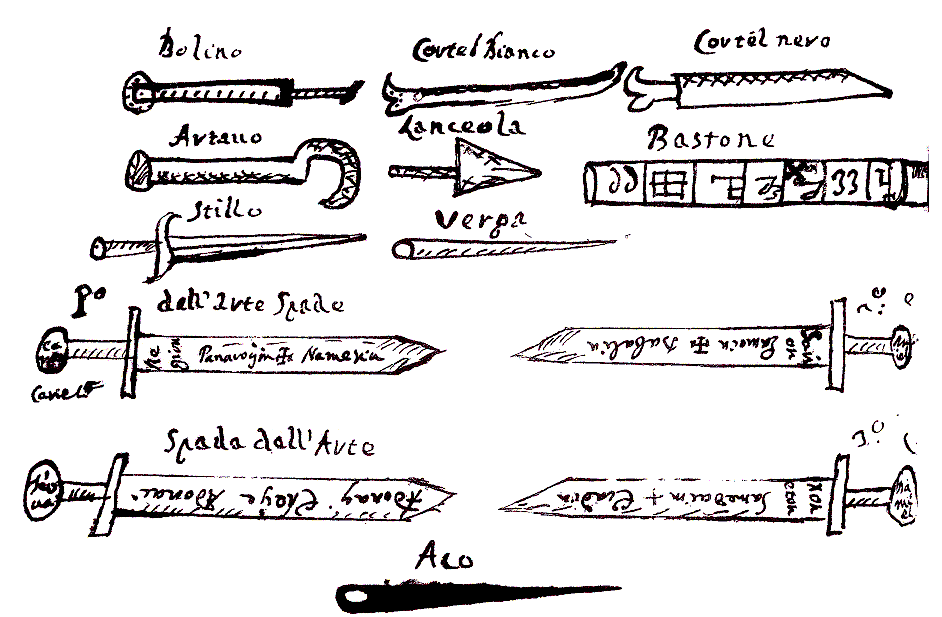
Wapens die gebruikt worden voor rituele magie, 1674
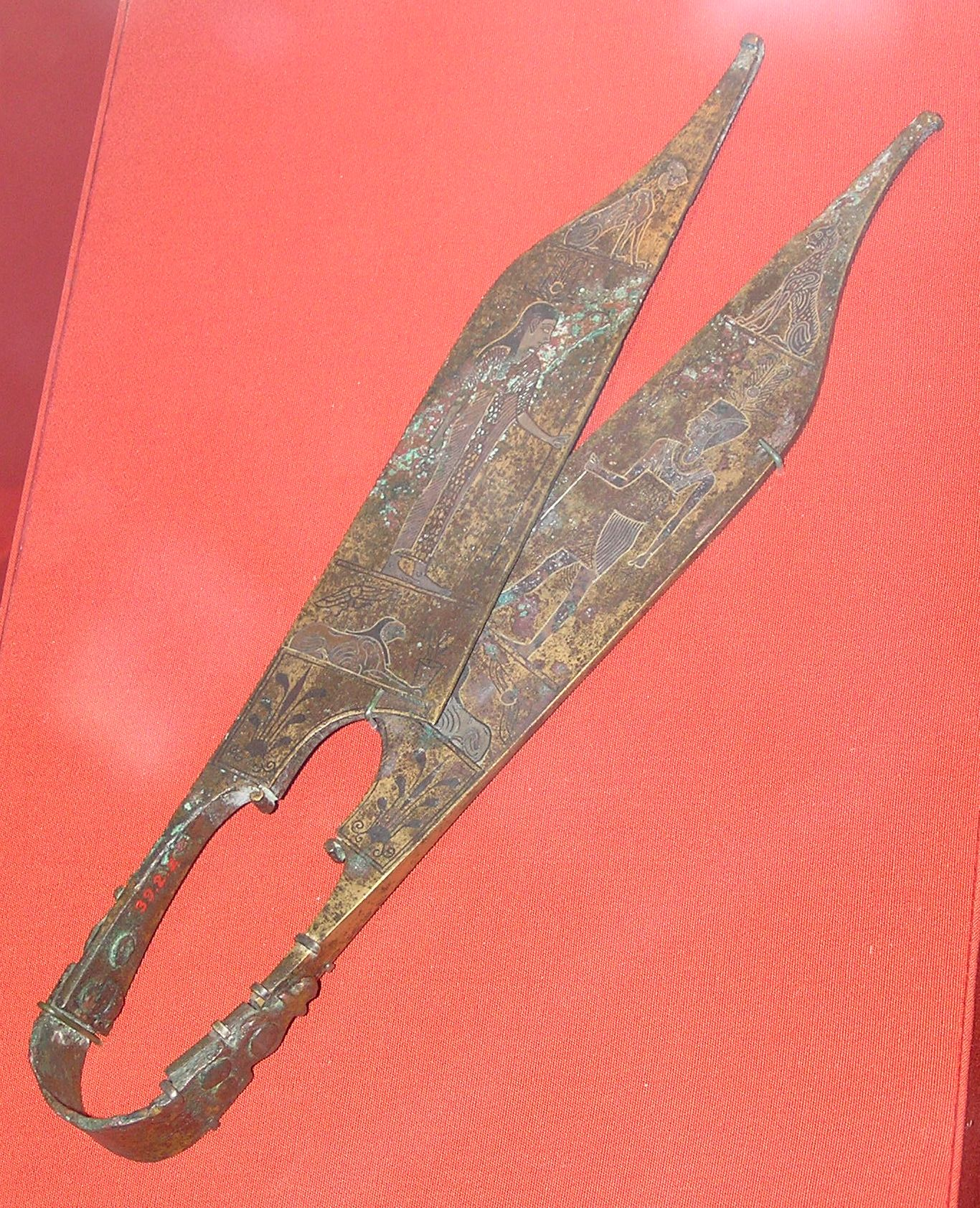
Rituele schaar uit (huidig) Turkije
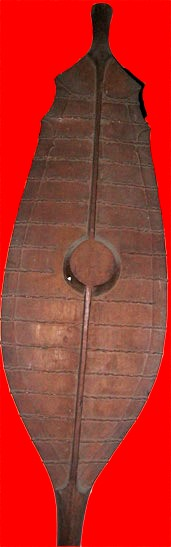
Ritueel schild, Nias
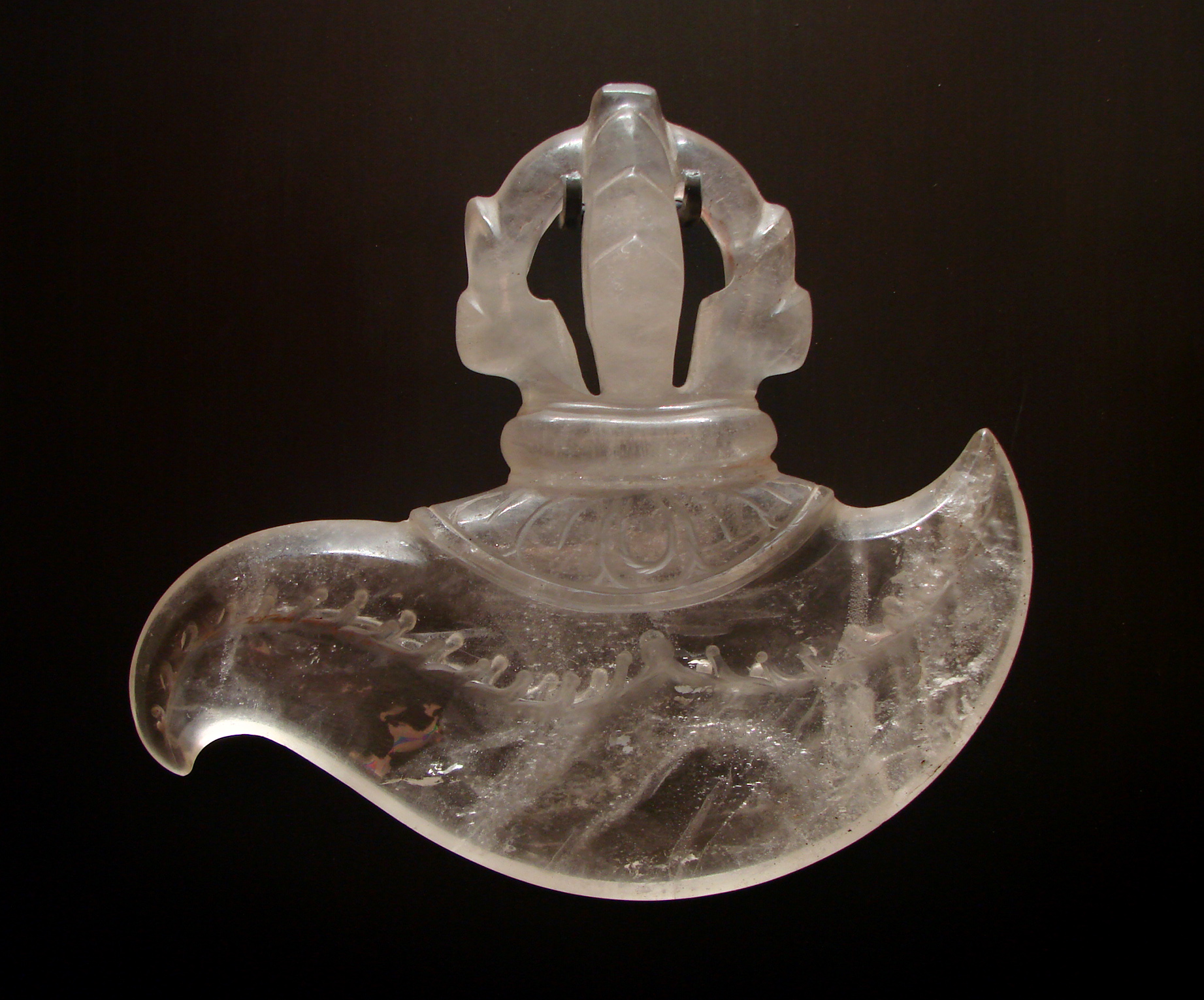
Ritueel hakmes uit Nepal, Musée Guimet, Parijs
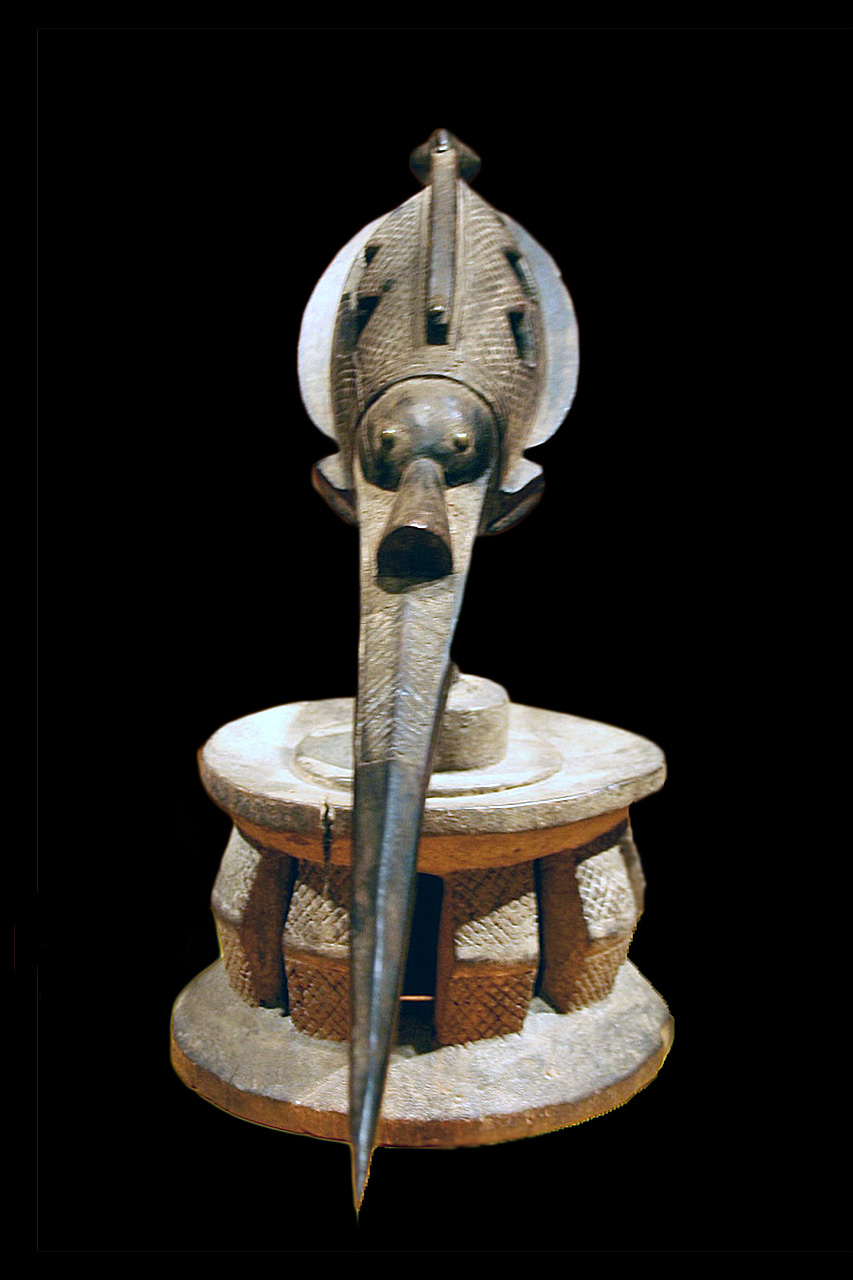
Schrijnfiguur uit Guinee
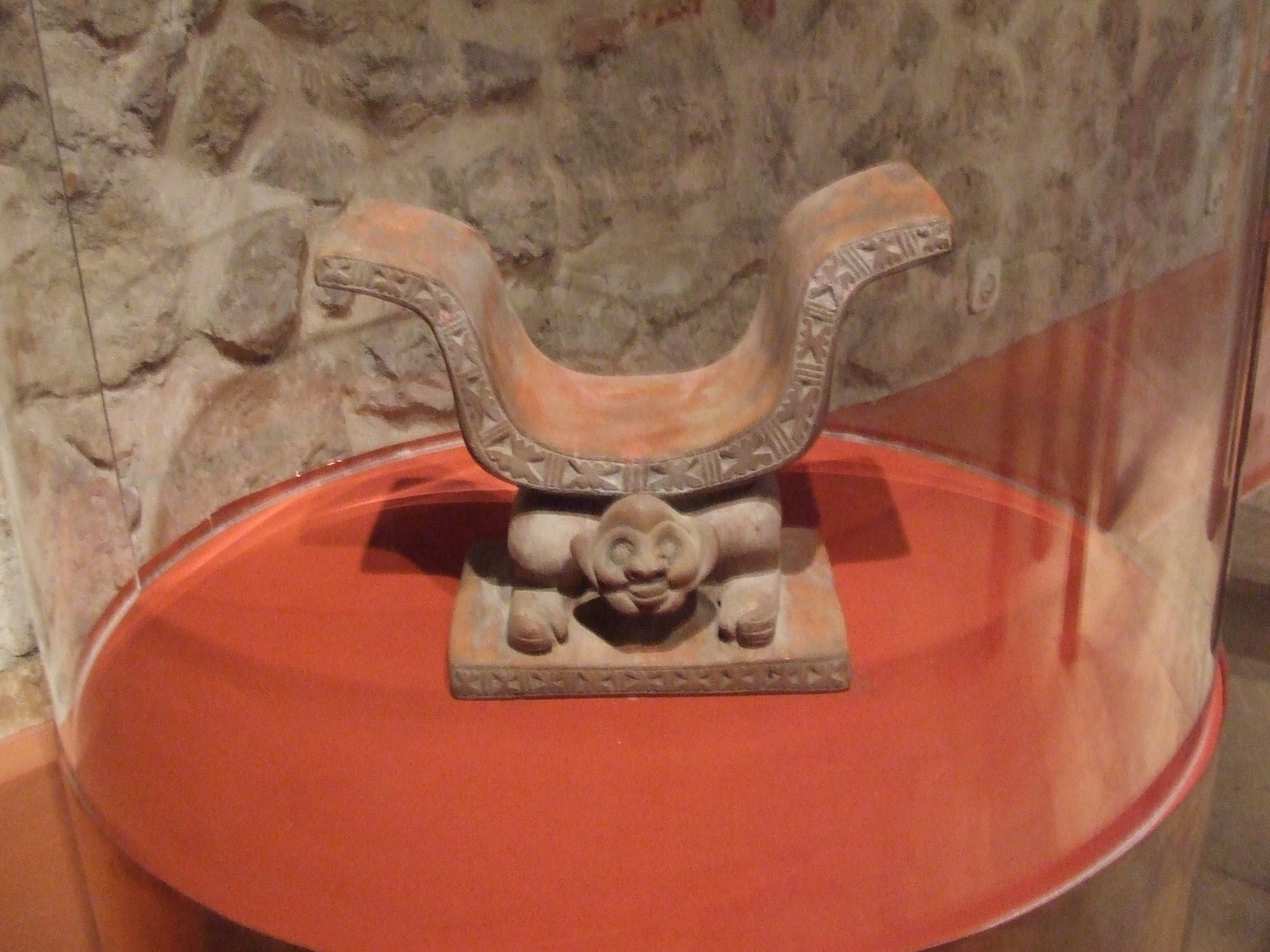
Rituele stoel uit Ecuador
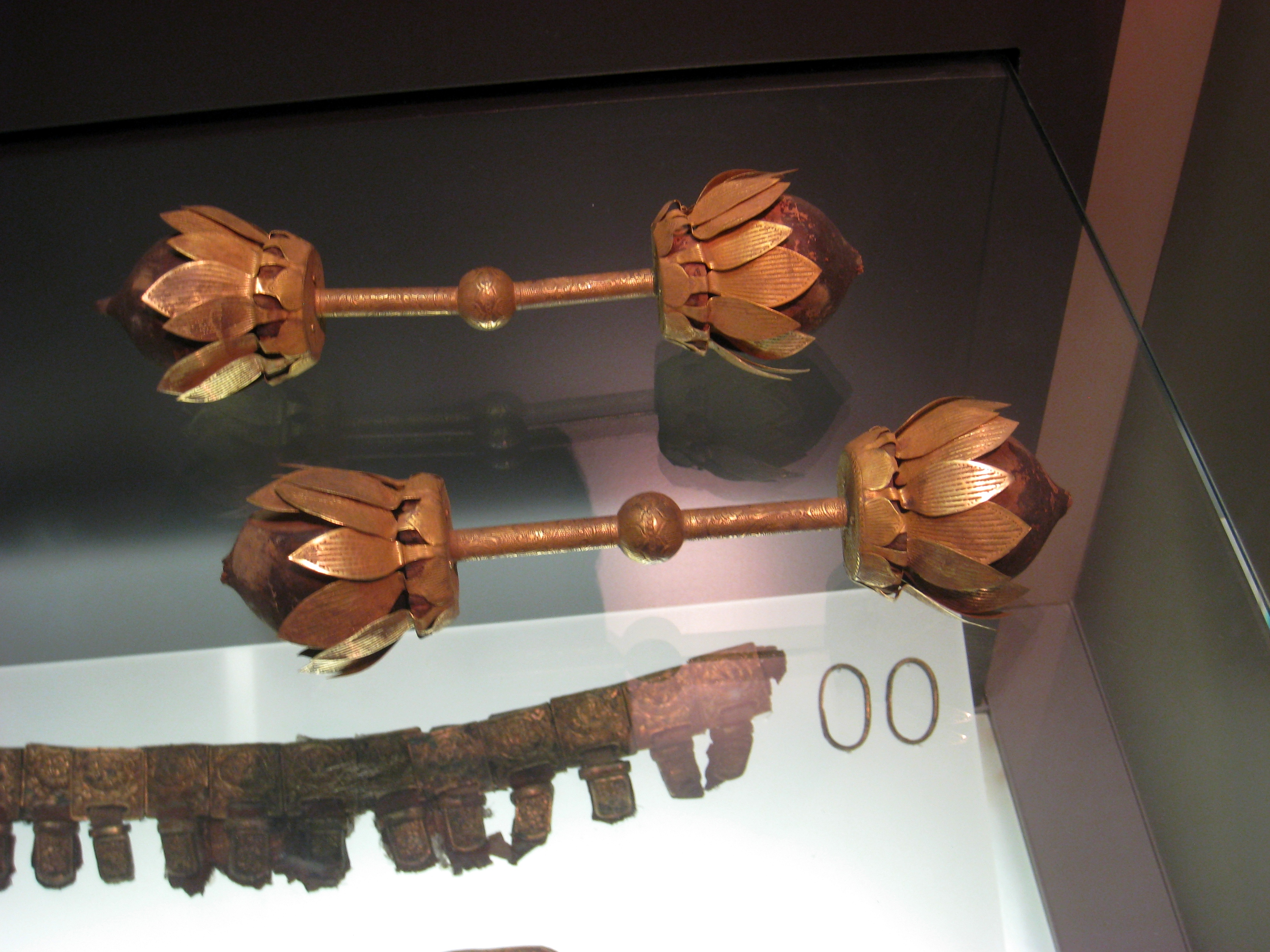
Rituele objecten in een museum in Parijs
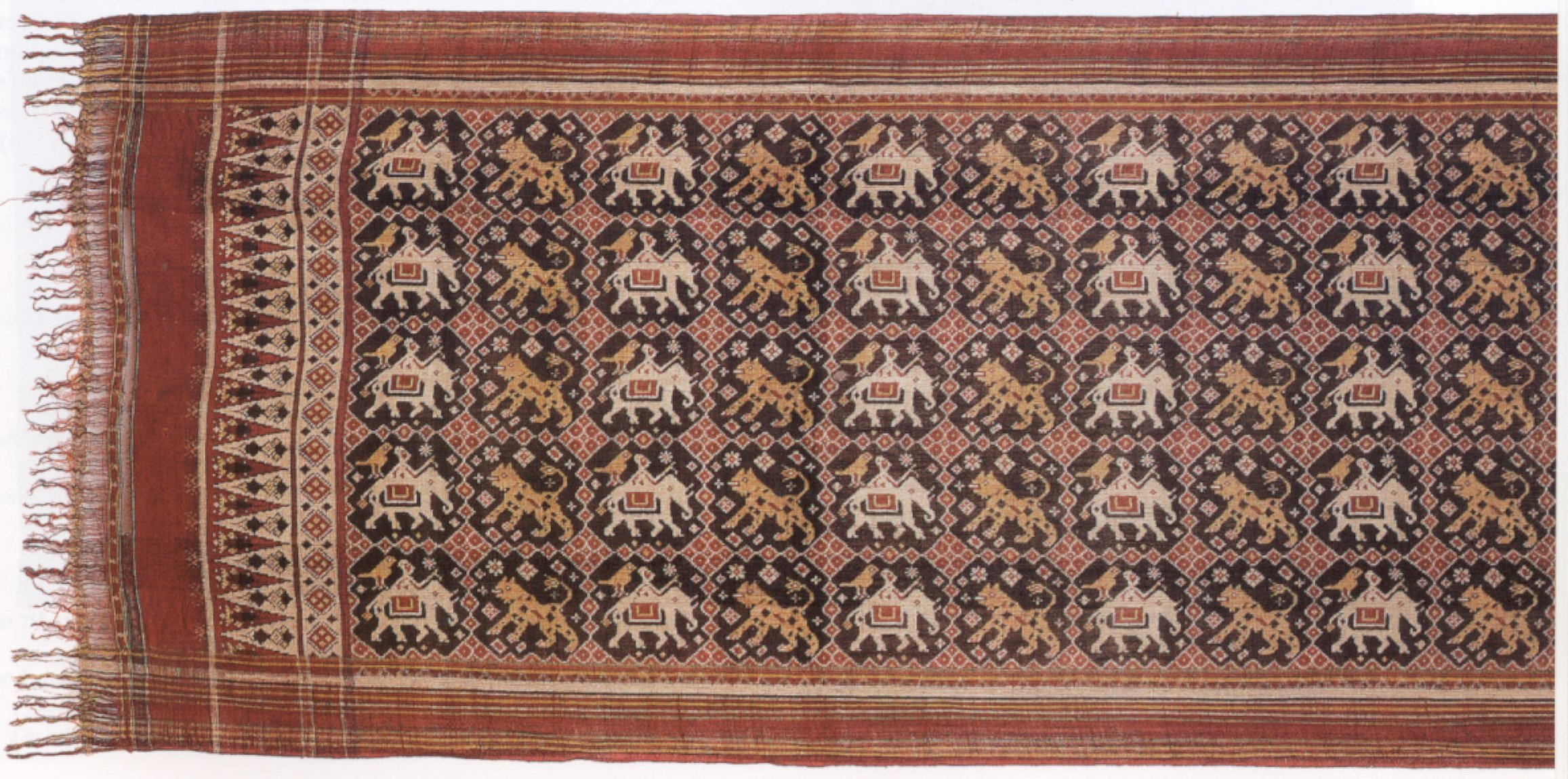
Patola; ritueel kleed uit India
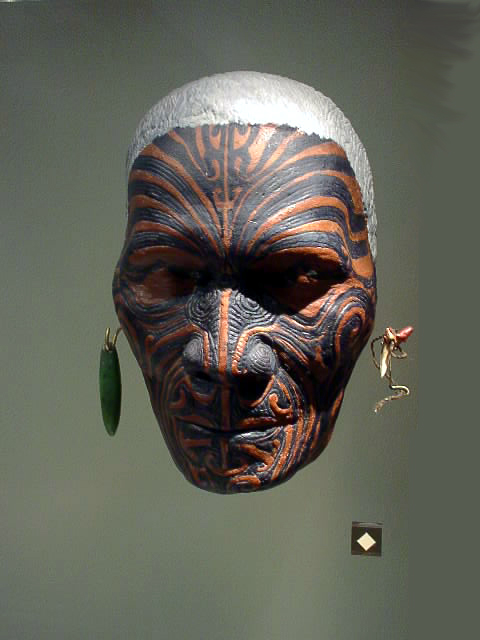
Masker van de Maori (met Tā moko)
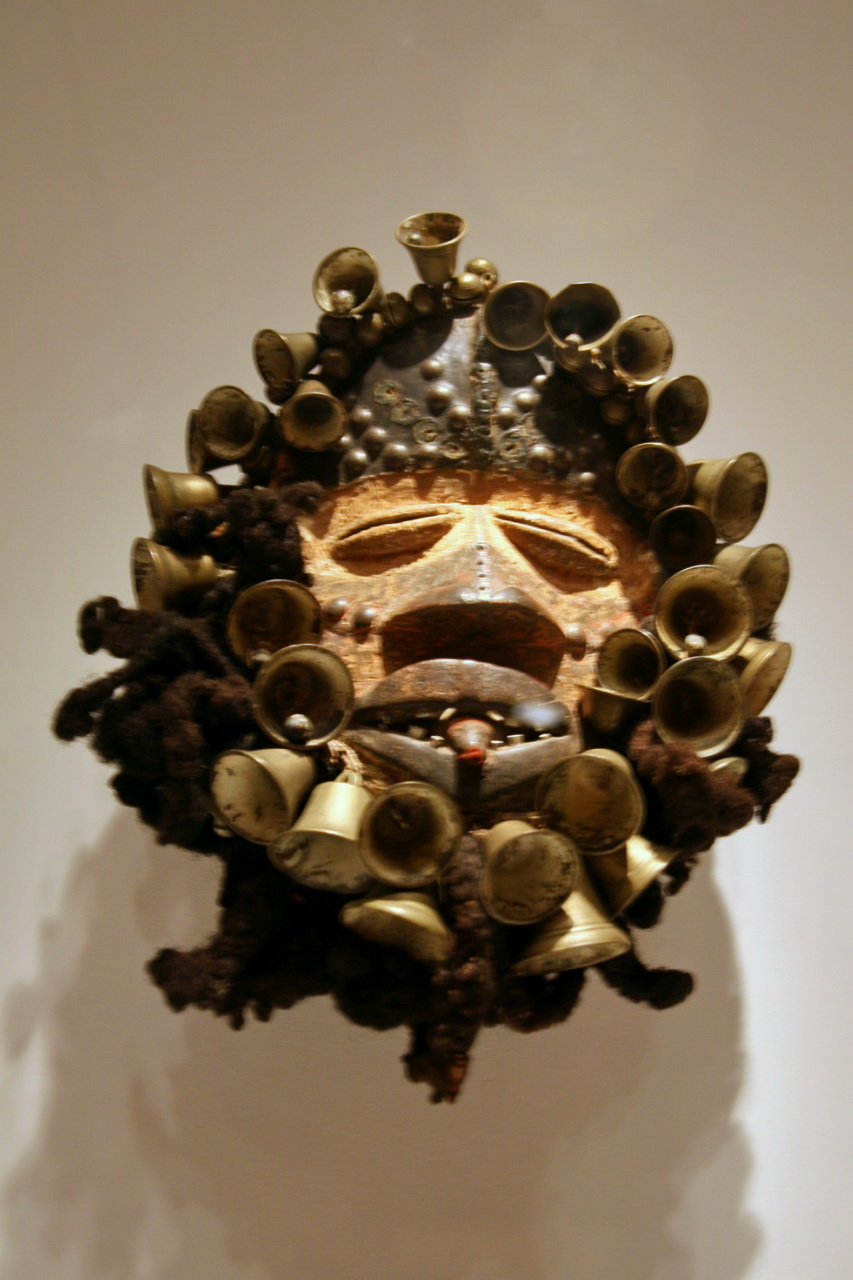
Masker uit Ivoorkust (met onder andere tekenen van oudere scarificatie, tanden, haar, stof en bellen)
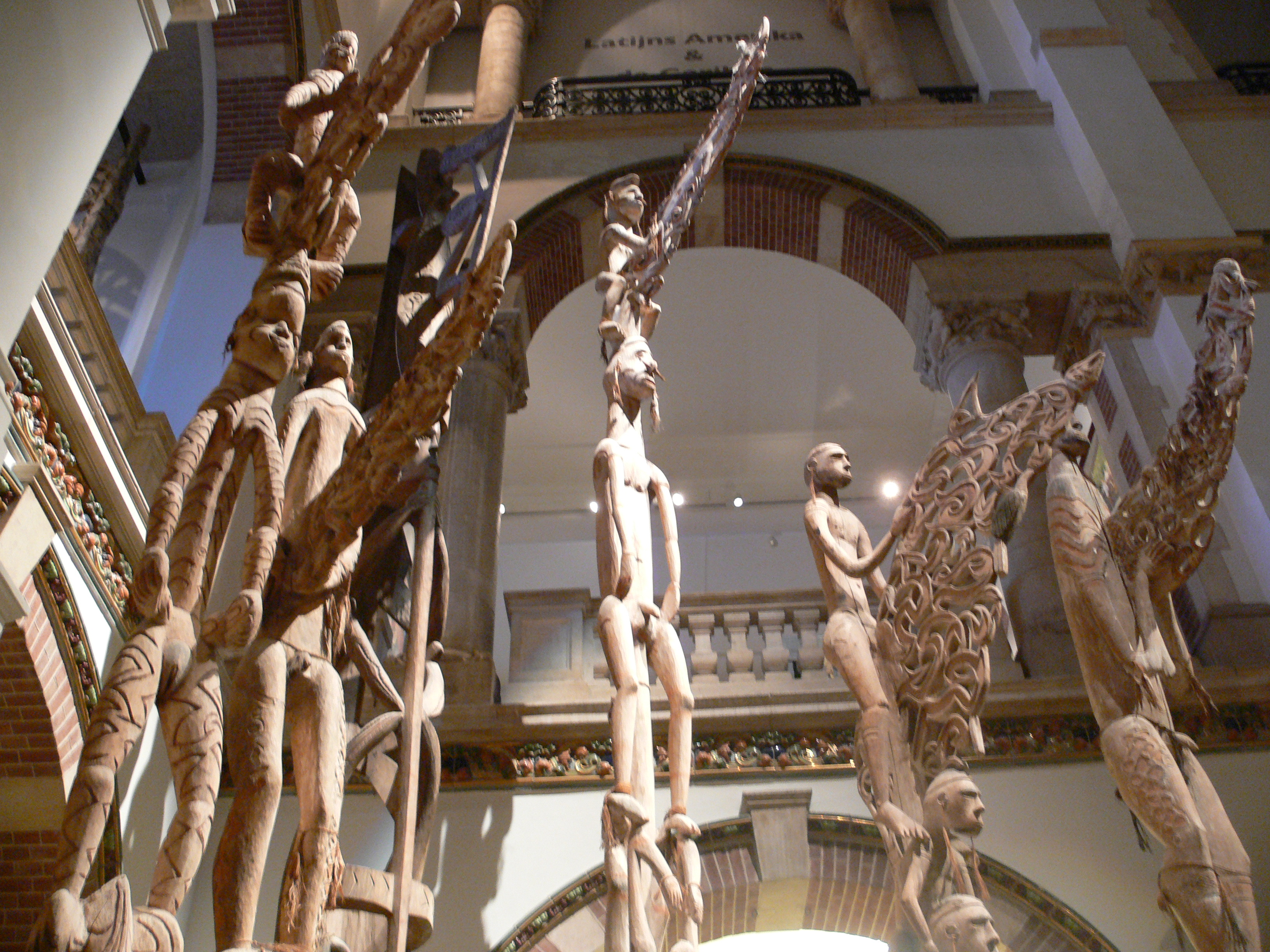
Bisjpalen, ritueel houtsnijwerk (begrafenispalen) uit Indonesië, Wereldmuseum Amsterdam
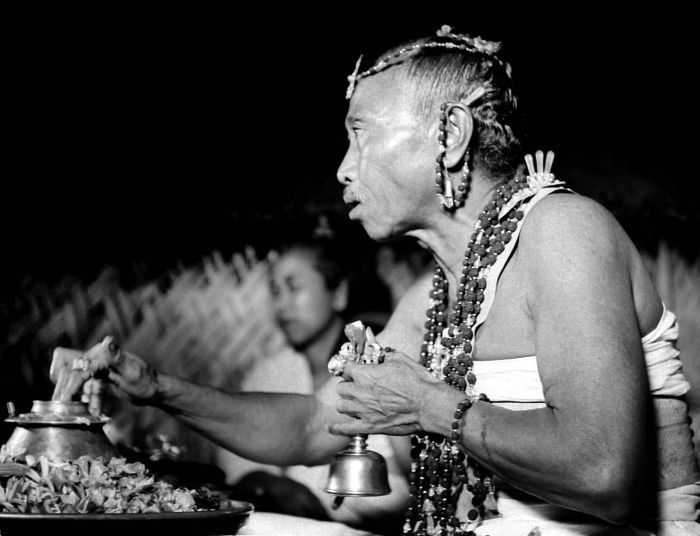
Een pedanda (priester) van Selat bij het zuiveringsceremonieel Metjaru op een huiserf in Selat, Bali

## Rituele plaatsen

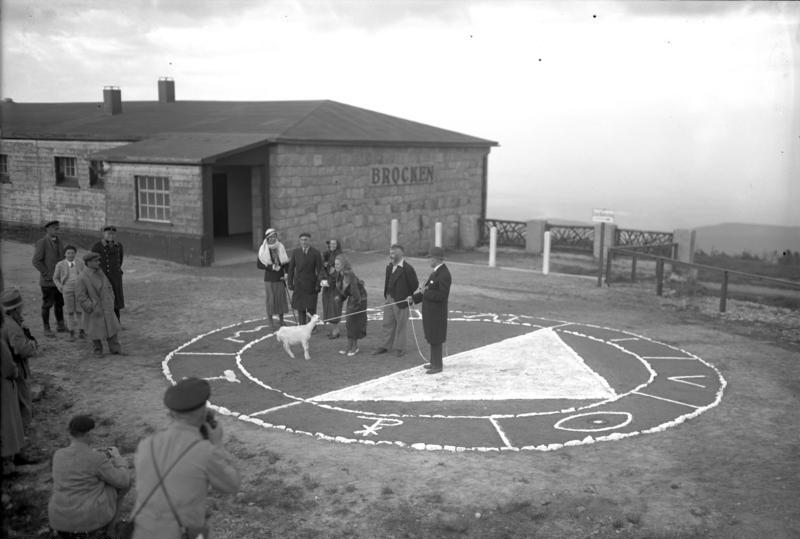
Heksenexperiment op de Blocksberg, juni 1932 (klik op afbeelding voor meer informatie)

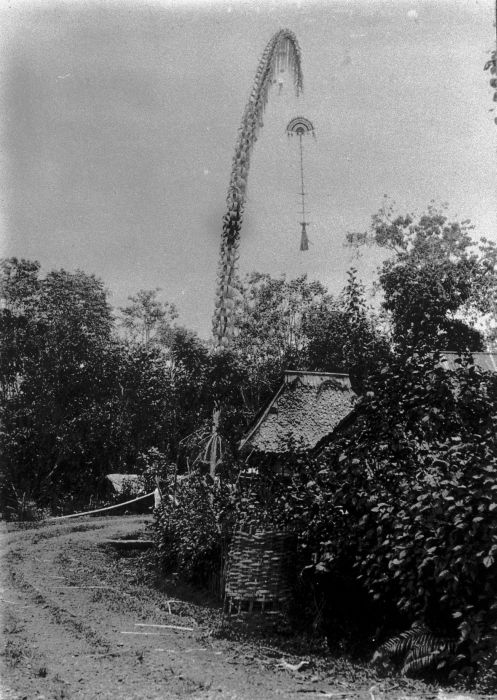
Poempoean; staande versiering ter aanduiding van een religieuze of rituele gebeurtenis, Bali

Er zijn veel verschillende soorten rituele plaatsen bekend over de wereld. In Europa zijn Kyöpelinvuori, Blockula, de Blocksberg en het Zwarte Woud bekend uit heksenprocessen.
In Ierland is Tara bekend, hier werden de Hoge Koningen gekroond.

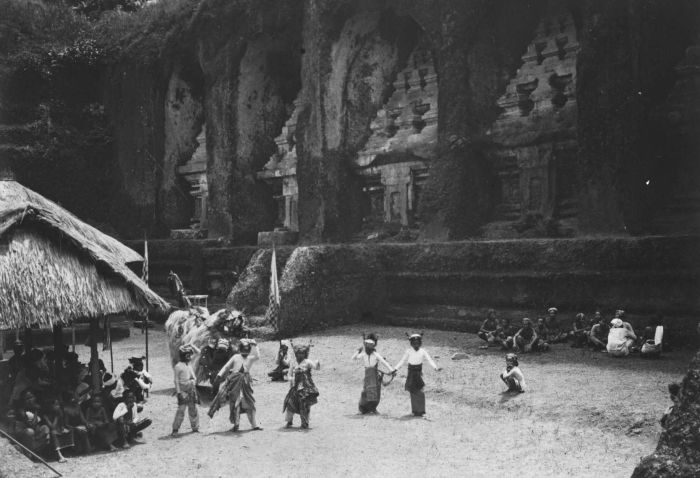
Barong dansvoorstelling op Gunung Kawi
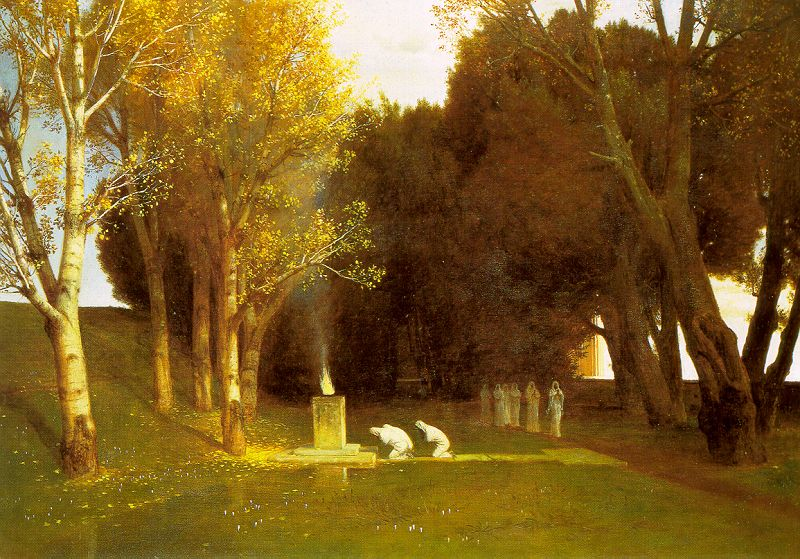
Il bosco sacro (boomheiligdom), 1882
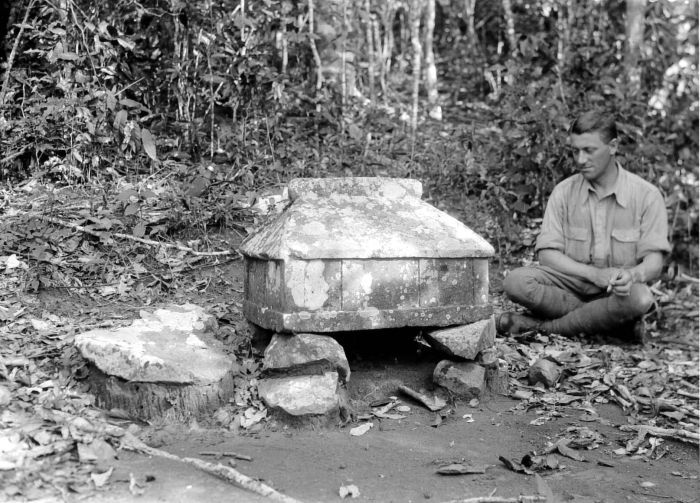
Een Europese man zit naast een heilige steen in de vorm van een huisje en rookt een sigaret, 1934-1938
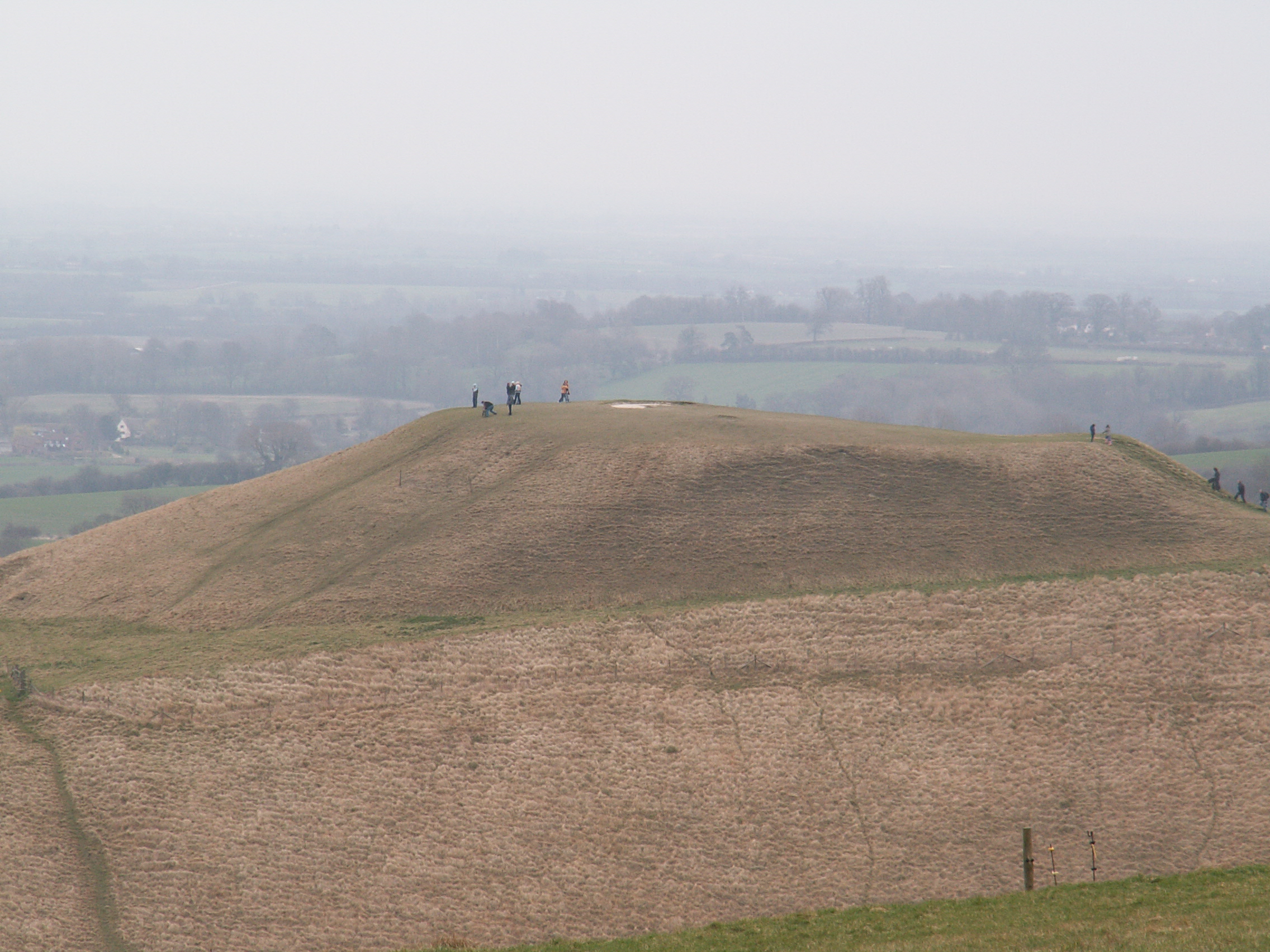
Dragon Hill nabij White Horse Hill, volgens de legende versloeg Saint George hier de draak
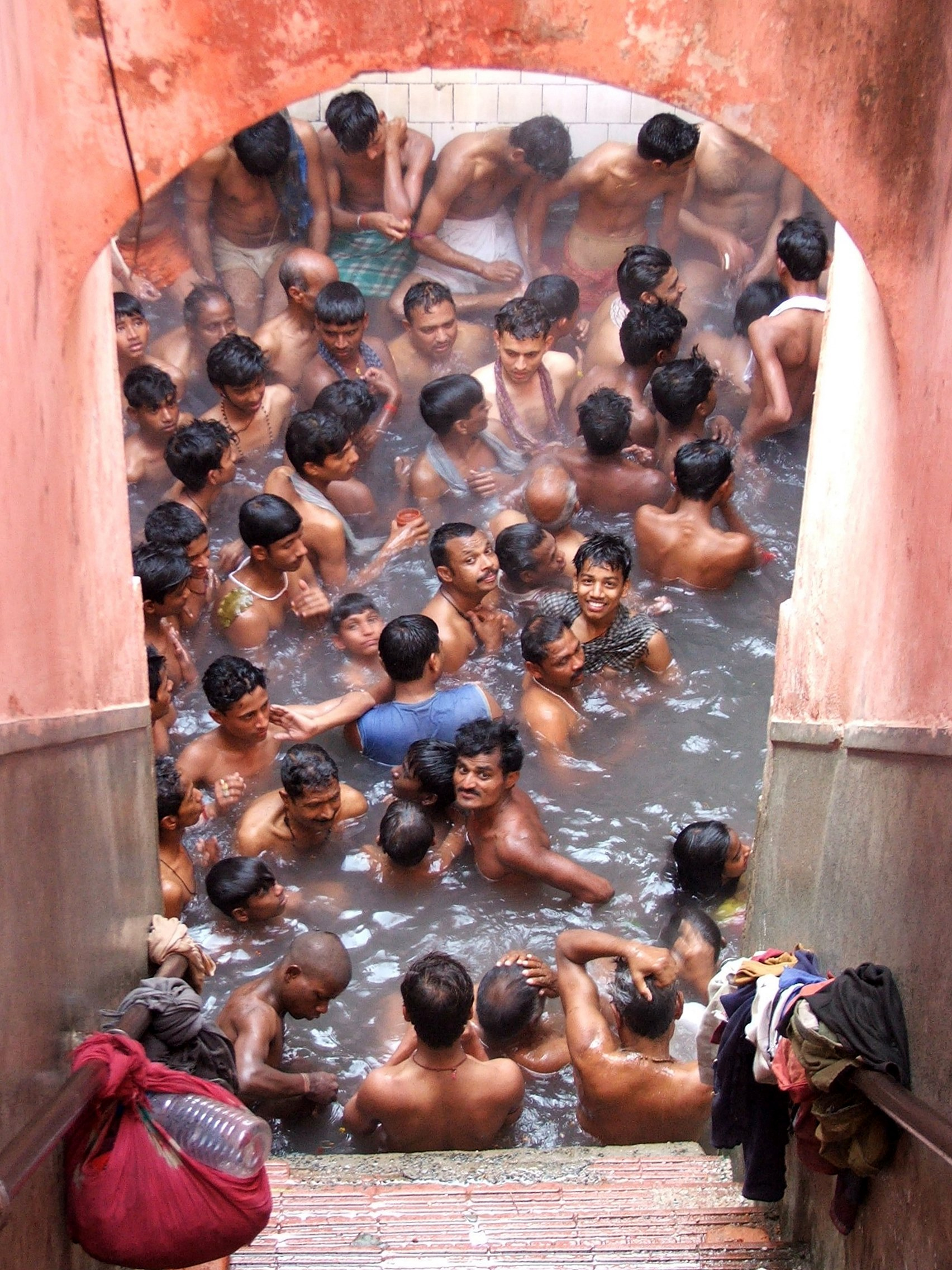
Hindoes baden in de hete bron van de Lakshminarayan tempel in Rajgir
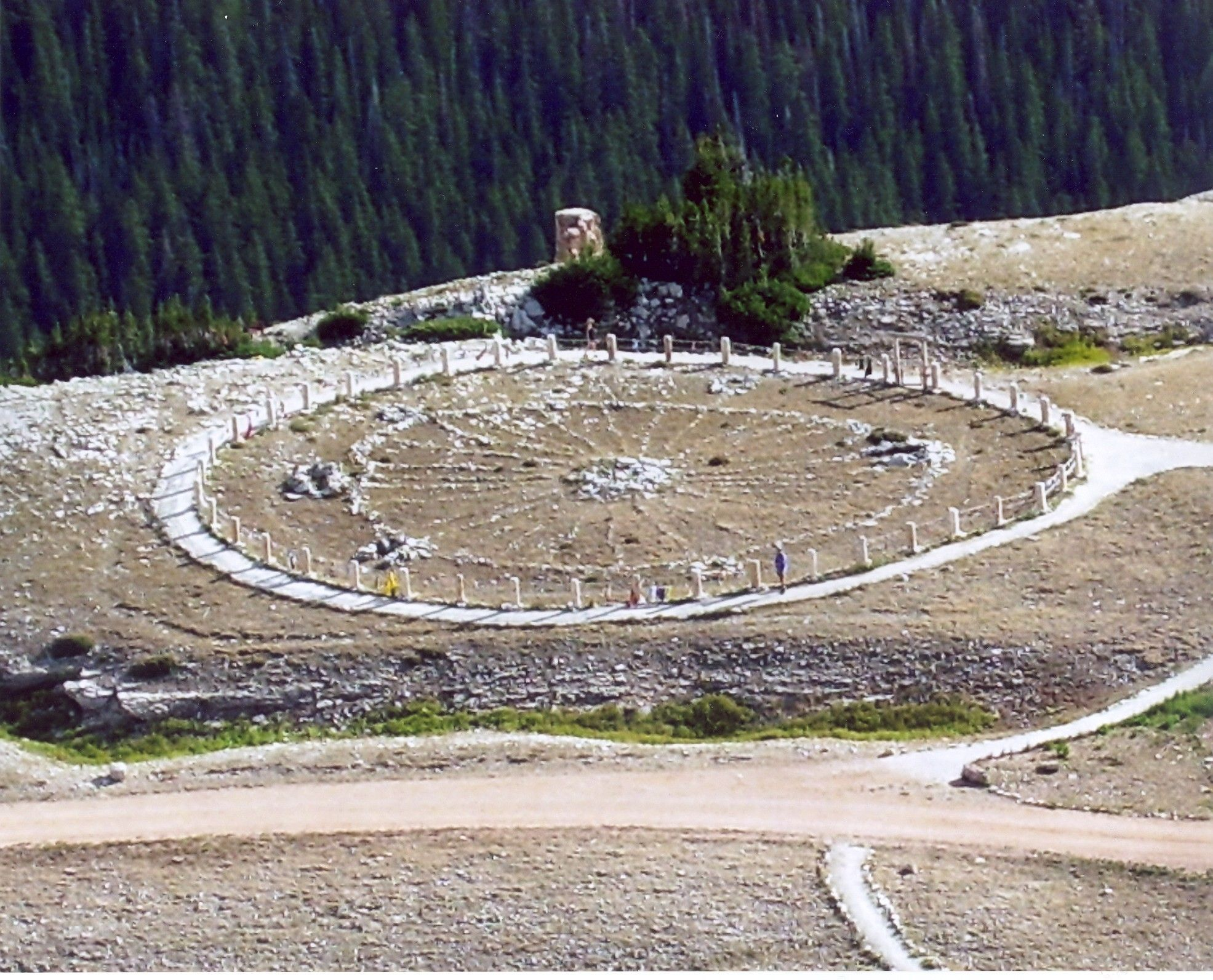
Deze rituele plek in Wyoming is heilig voor de indianen
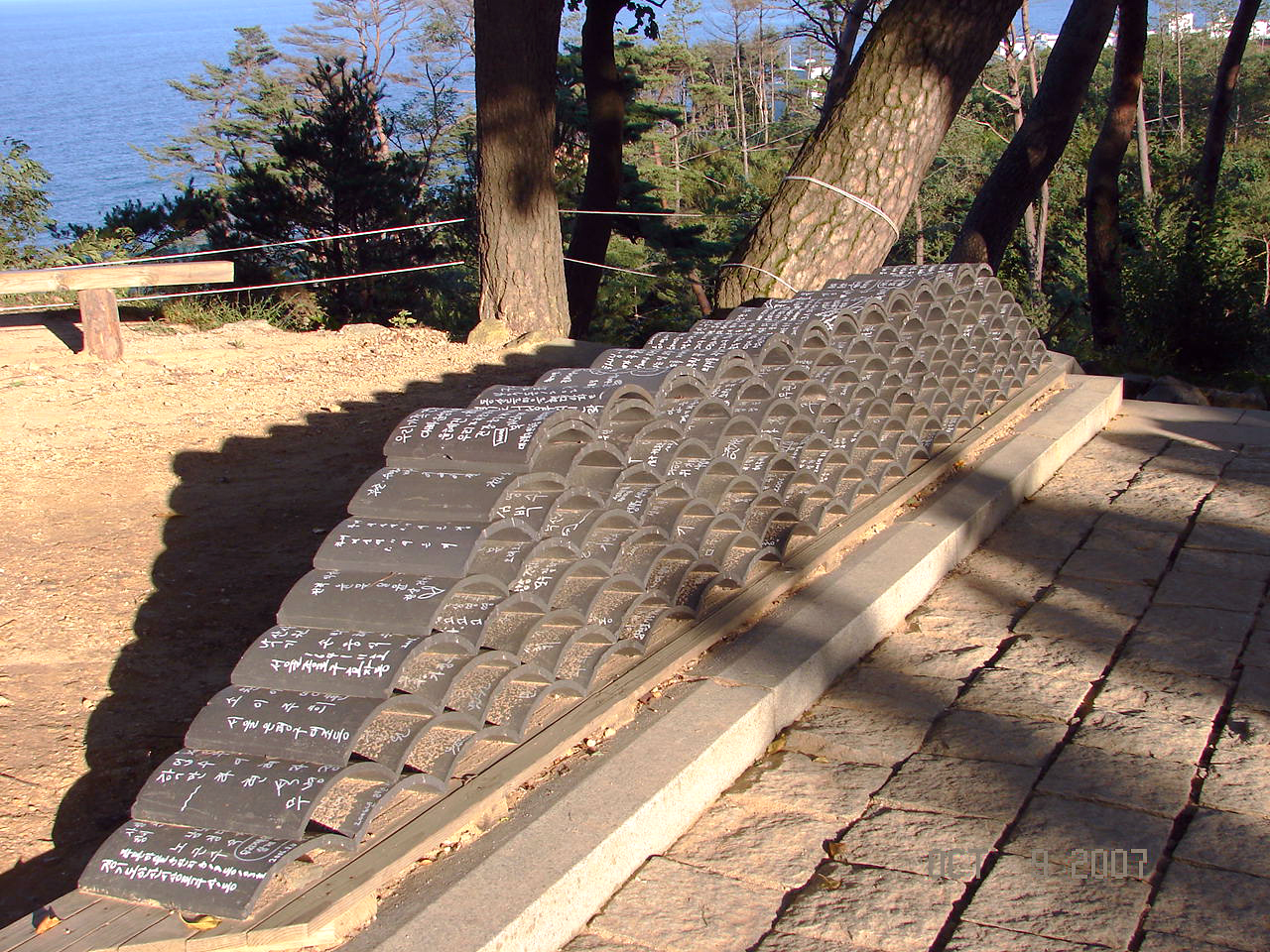
Ritueel dak
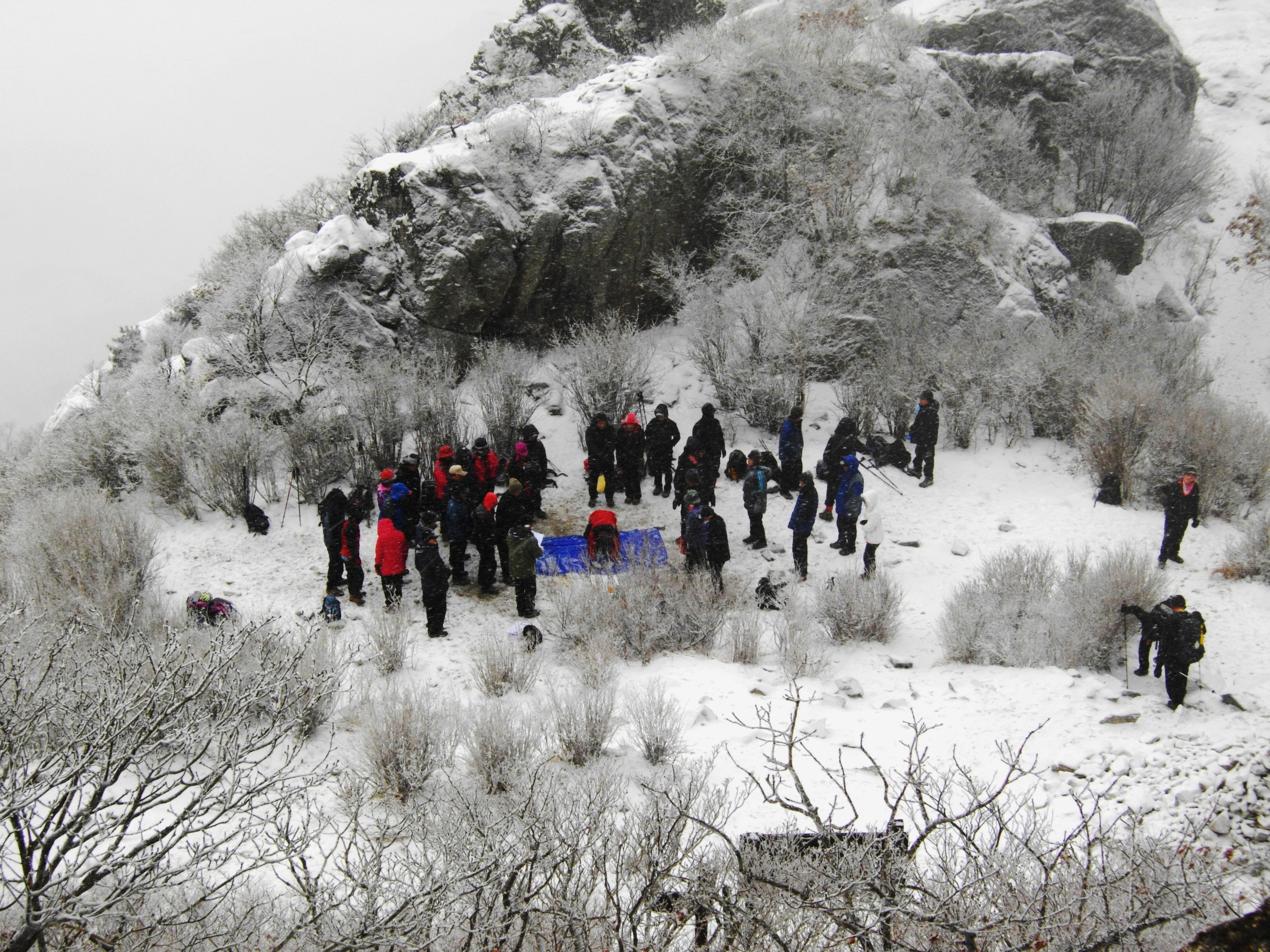
Sangwangbong, Zuid-Korea
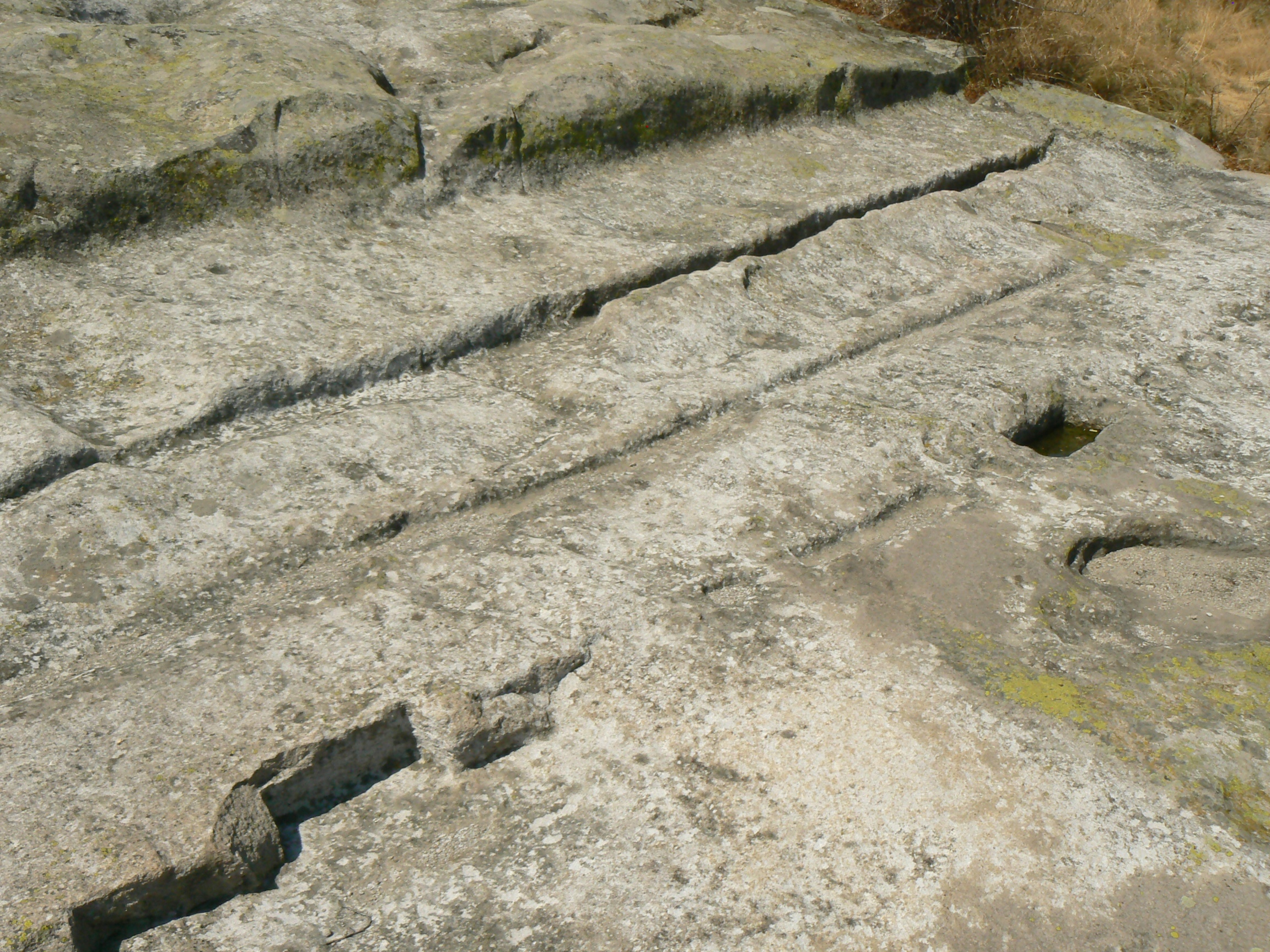
Het rituele plateau van Belintash, Bulgarije
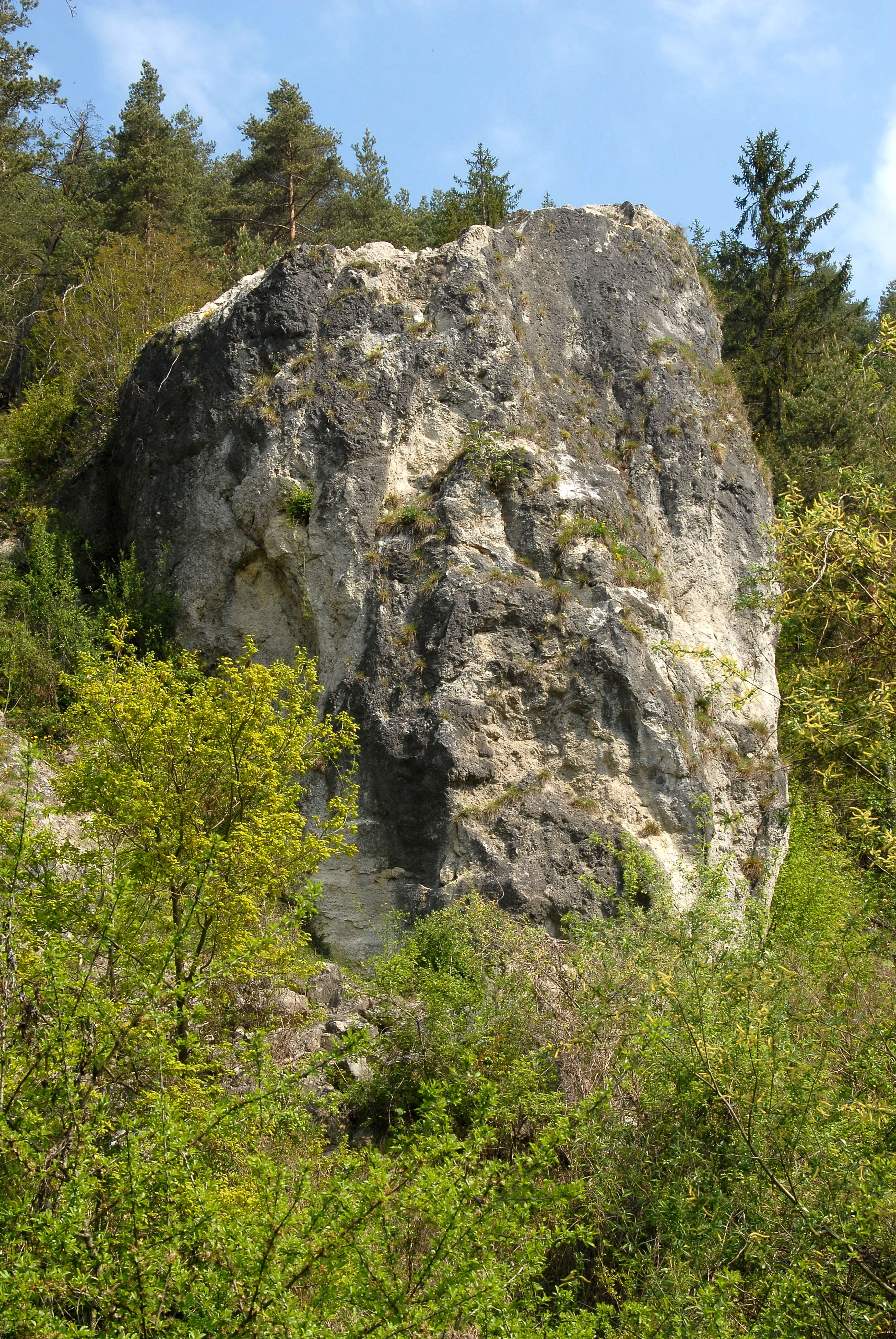
Lingam bij Sankt Paul Zellbach
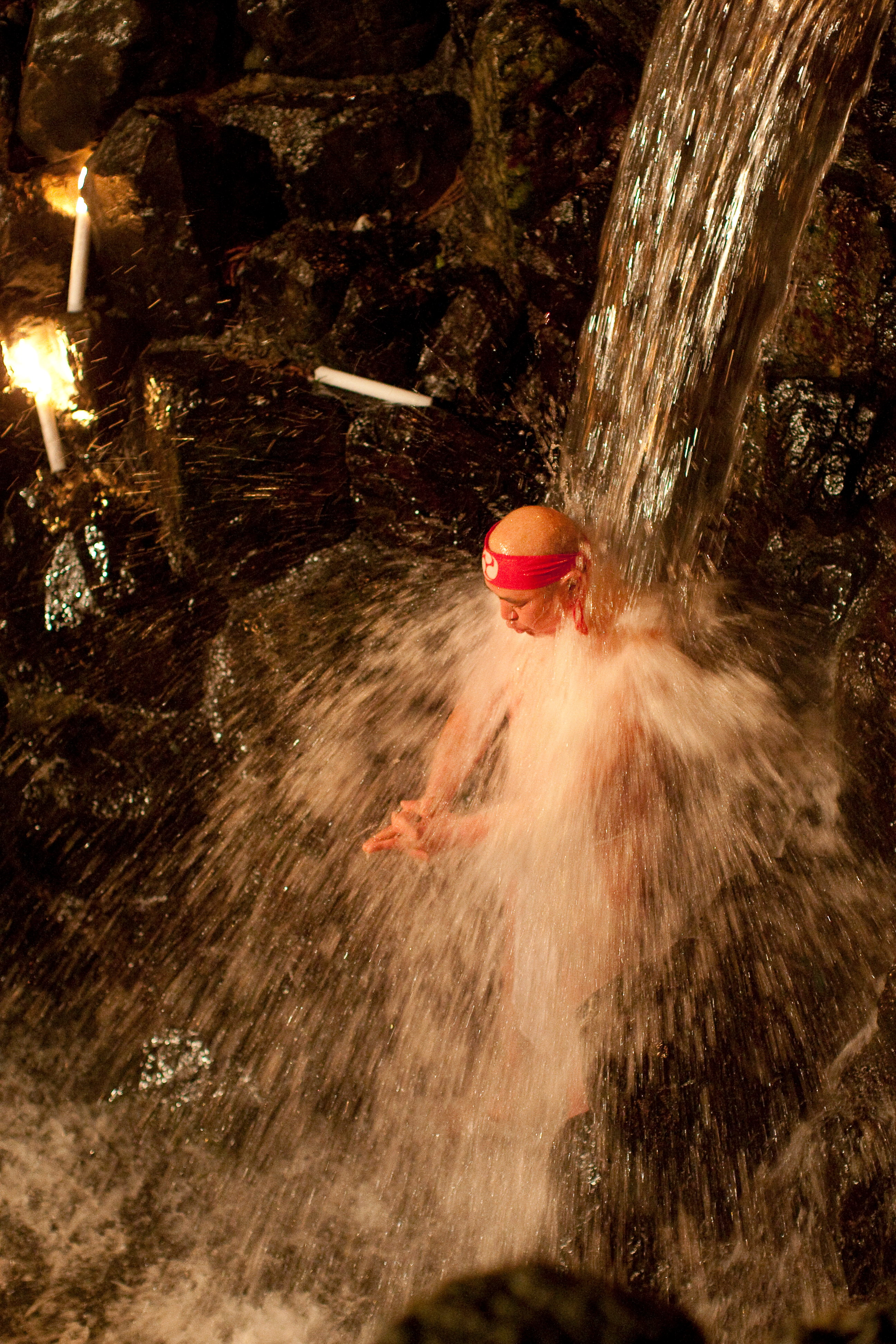
Misogi Harai waterval, Japan
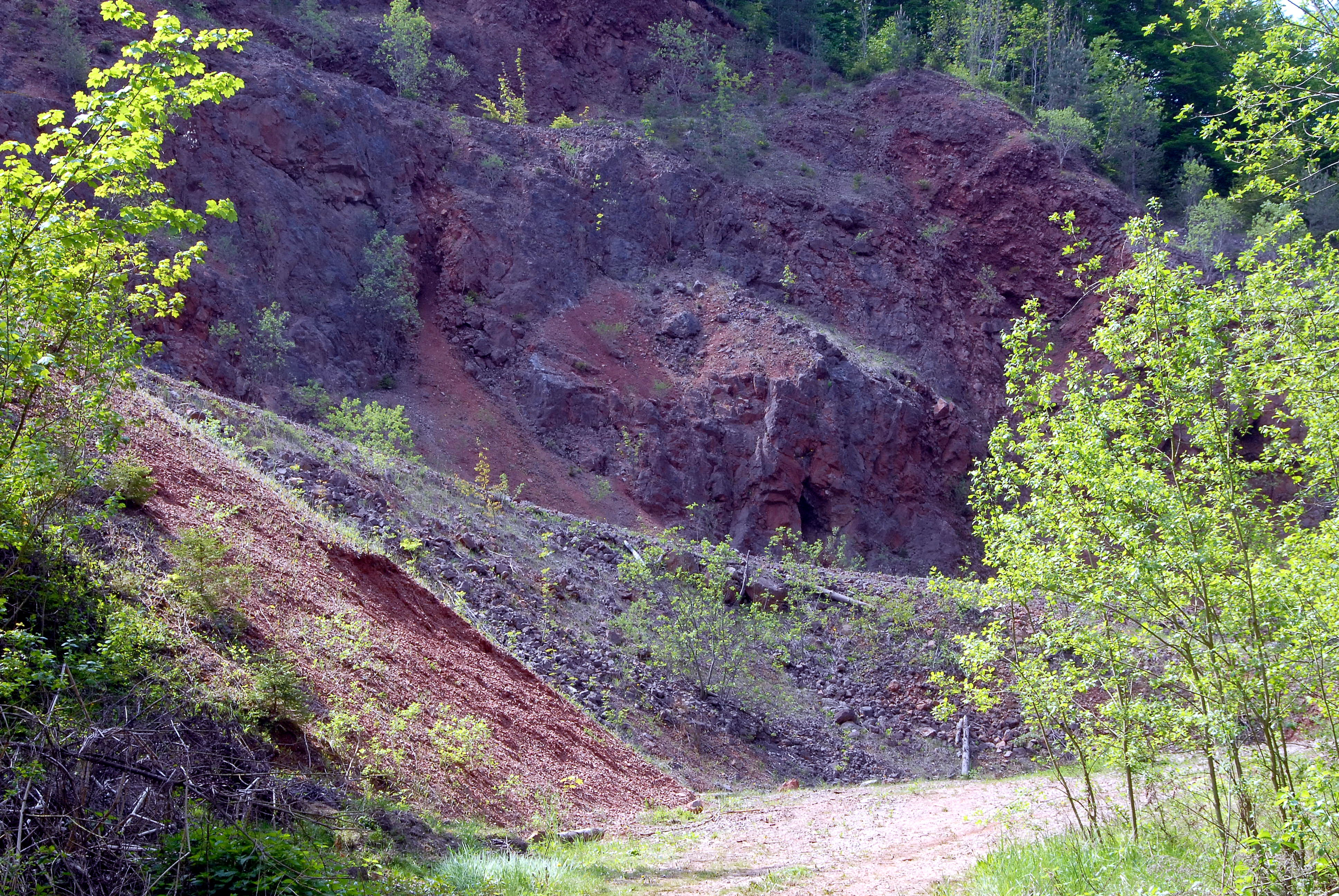
Sankt Goenitz Haulofen, Oostenrijk
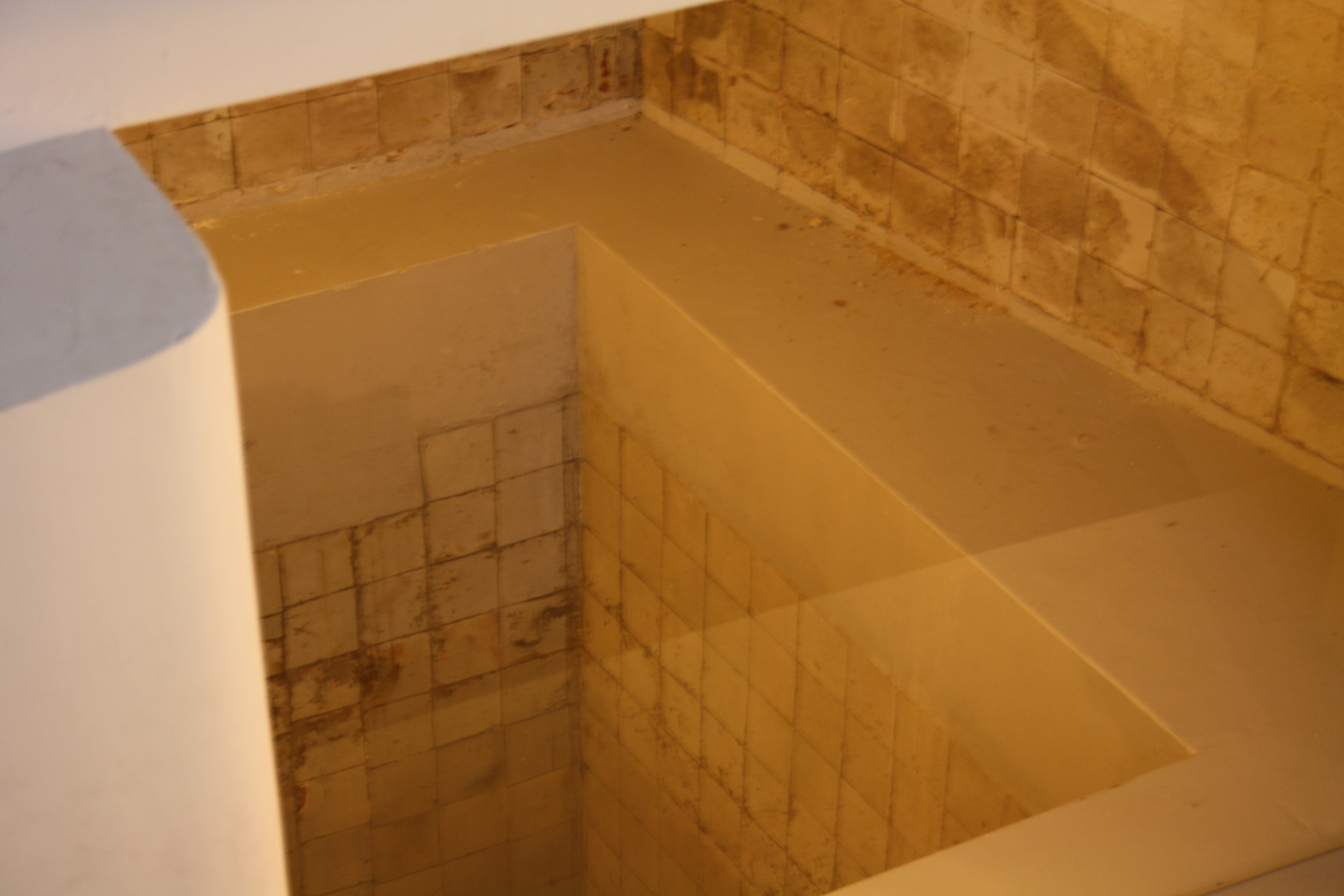
De mikwe in het Joods Historisch Museum stamt uit het jaar 1752
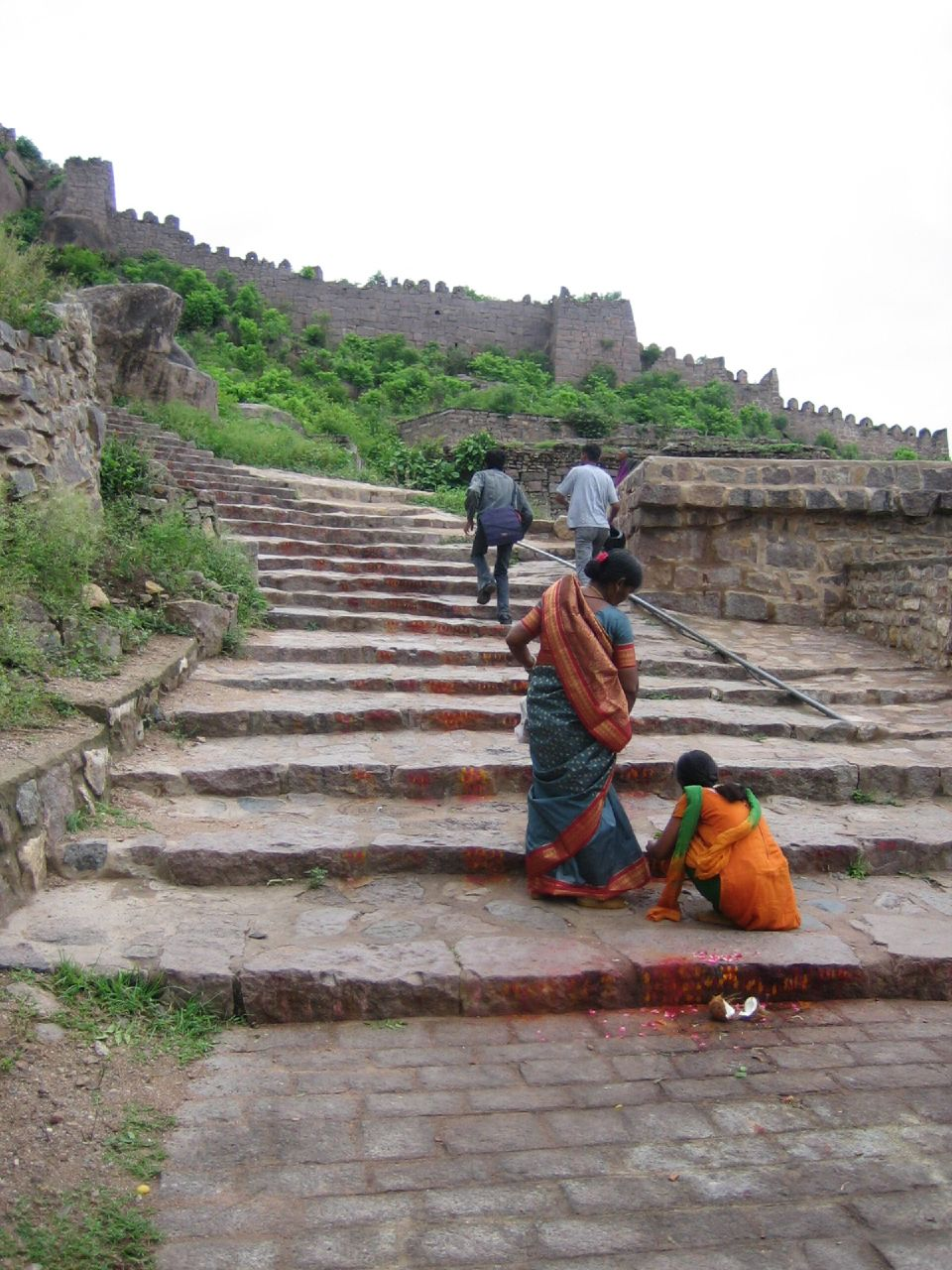
Op deze trap worden kokosnoten gebroken en tekens aangebracht tijdens de pelgrimage
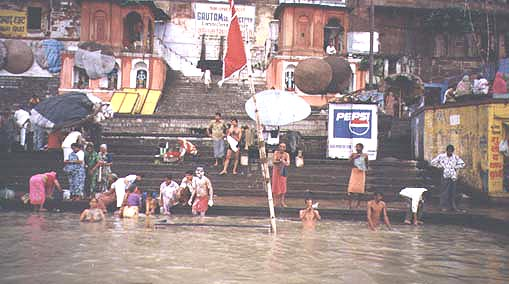
Mensen baden in de Ganges
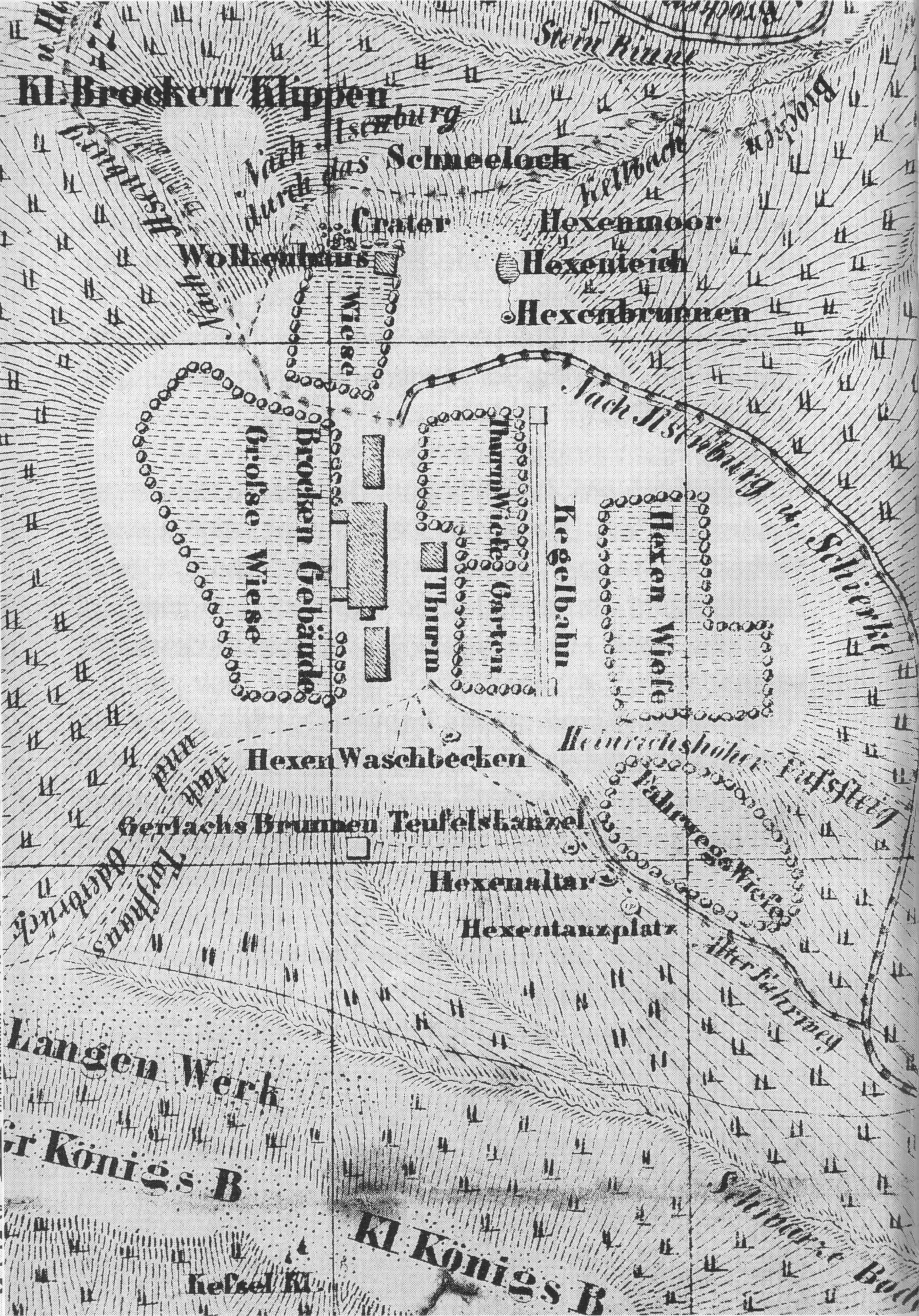
Plattegrond van de verschillende rituele plaatsen van heksen op de Blocksberg, 1849

## Verschillende vormen
- Aarti
- Absoute
- Actus
- Afkloppen
- Anda, het ritueel
- Autodafe
- Bainian
- Bloedarend
- Bloedlatingsritueel
- Bruidroof
- Căluşari

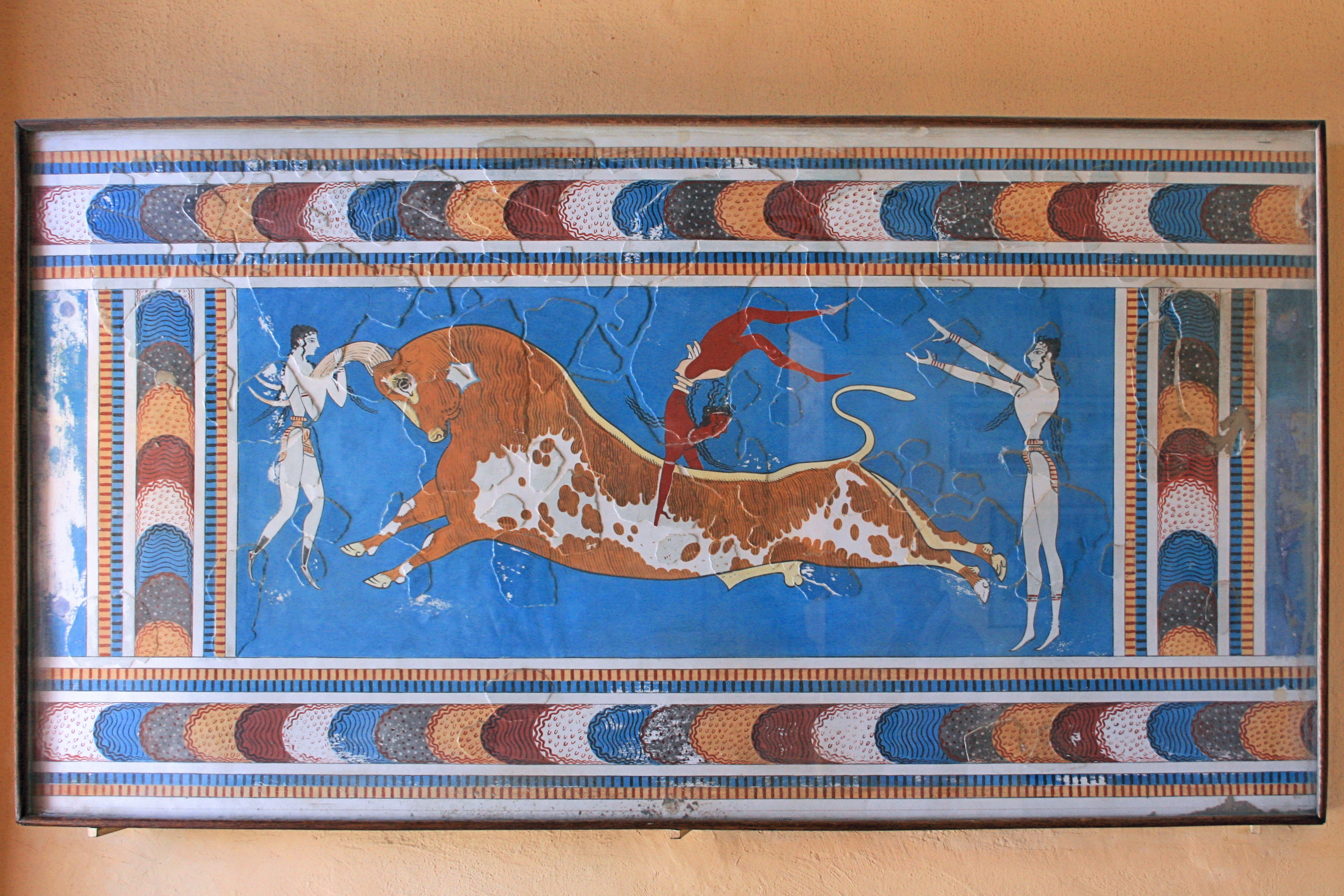
Stiersprong, mozaïek in Knossos (replica)

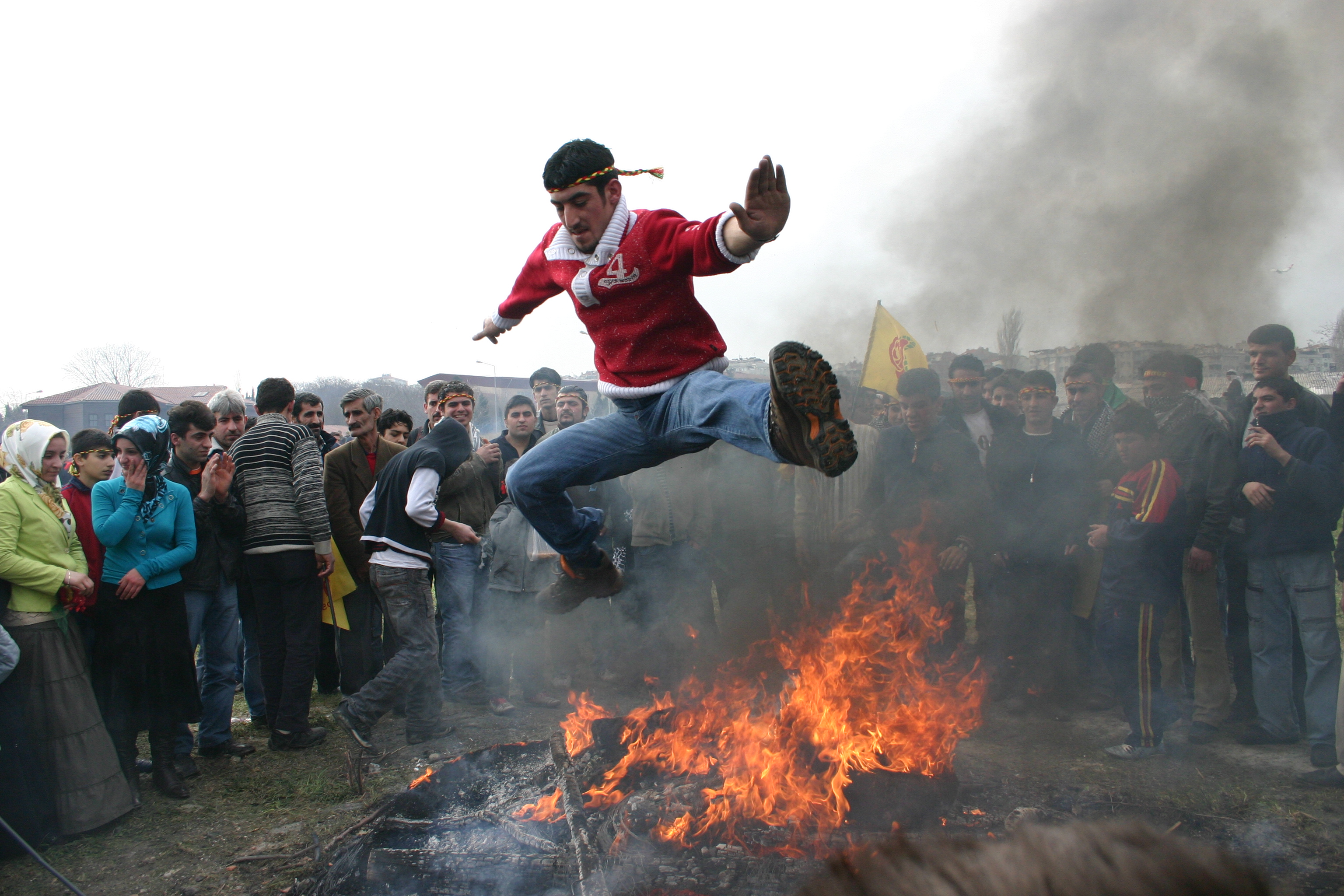
Het springen over een vuur tijdens Noroez, Istanboel

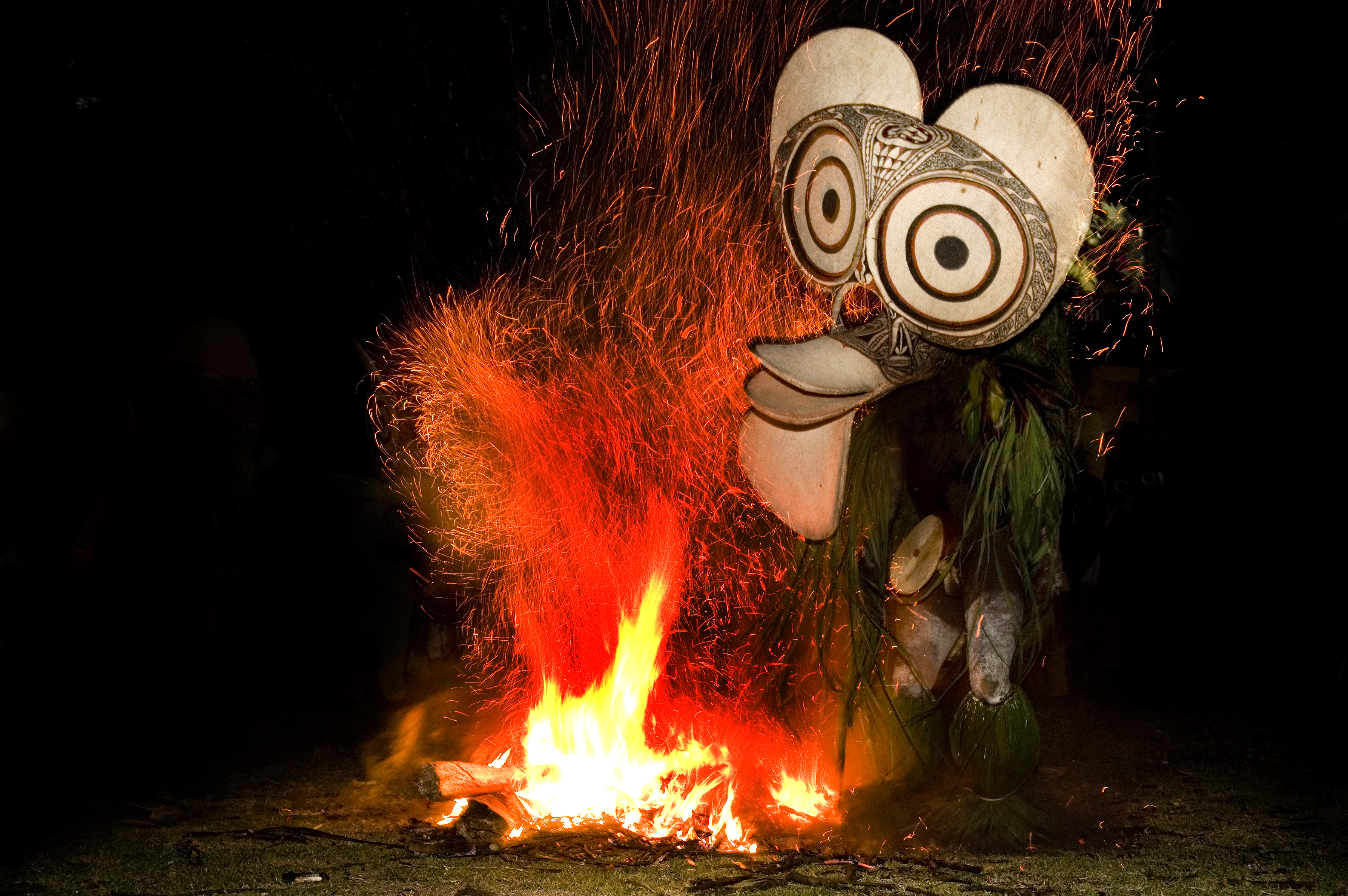
Baining; gemaskerde vuurdanser uit Nieuw-Guinea

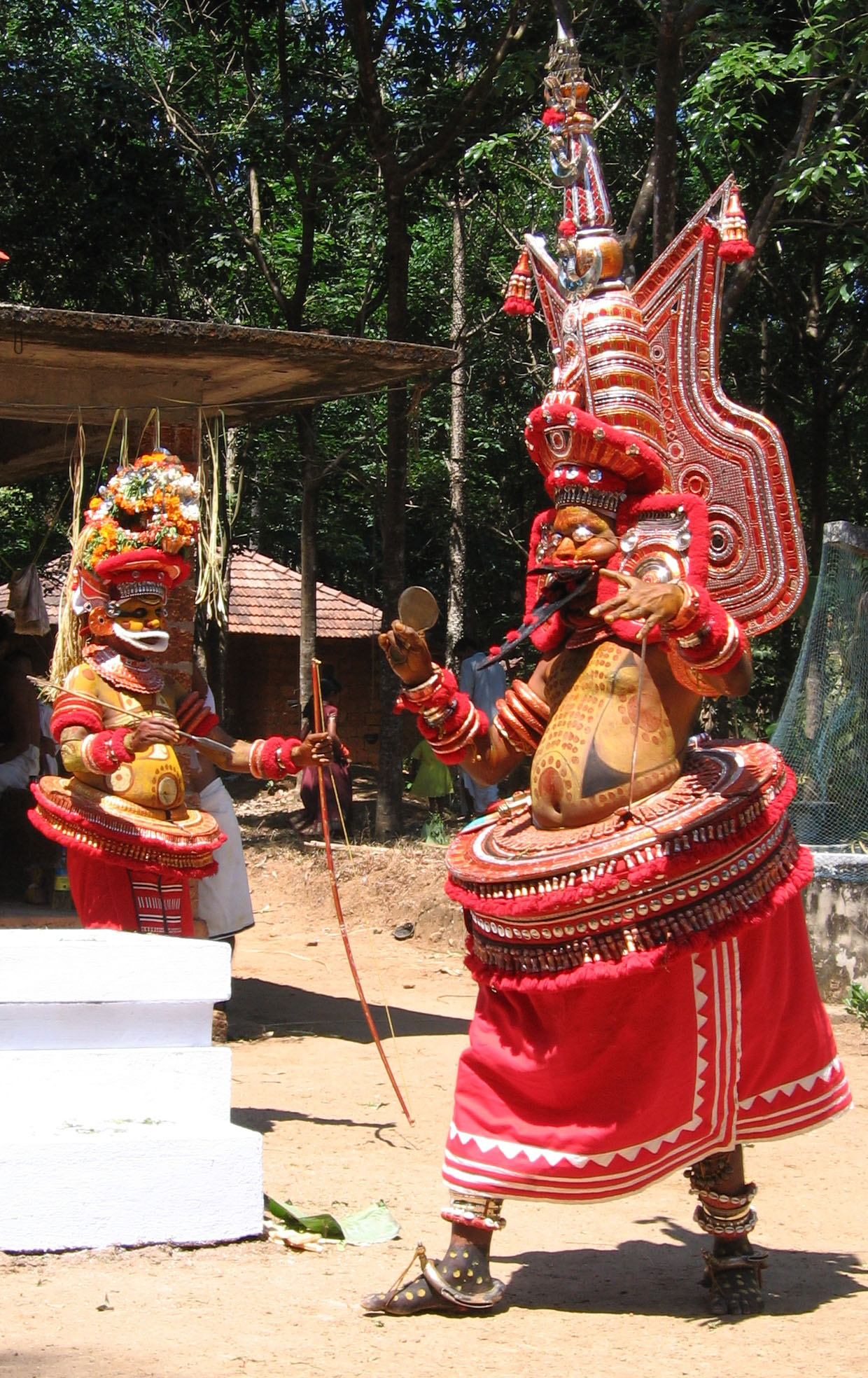
Theyyam; rituele gemaskerde dans

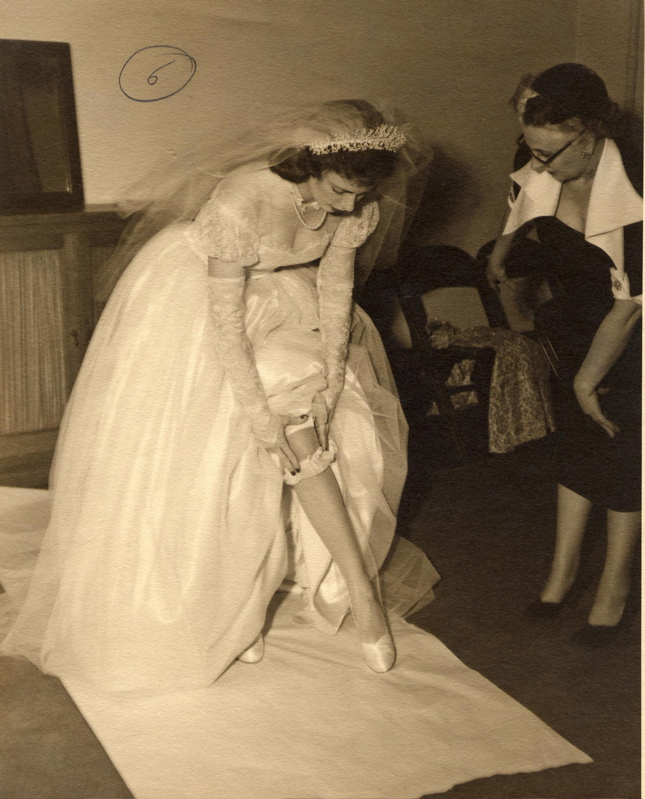
Een bruid begint met het ritueel van het gooien van de kousenband, 1952

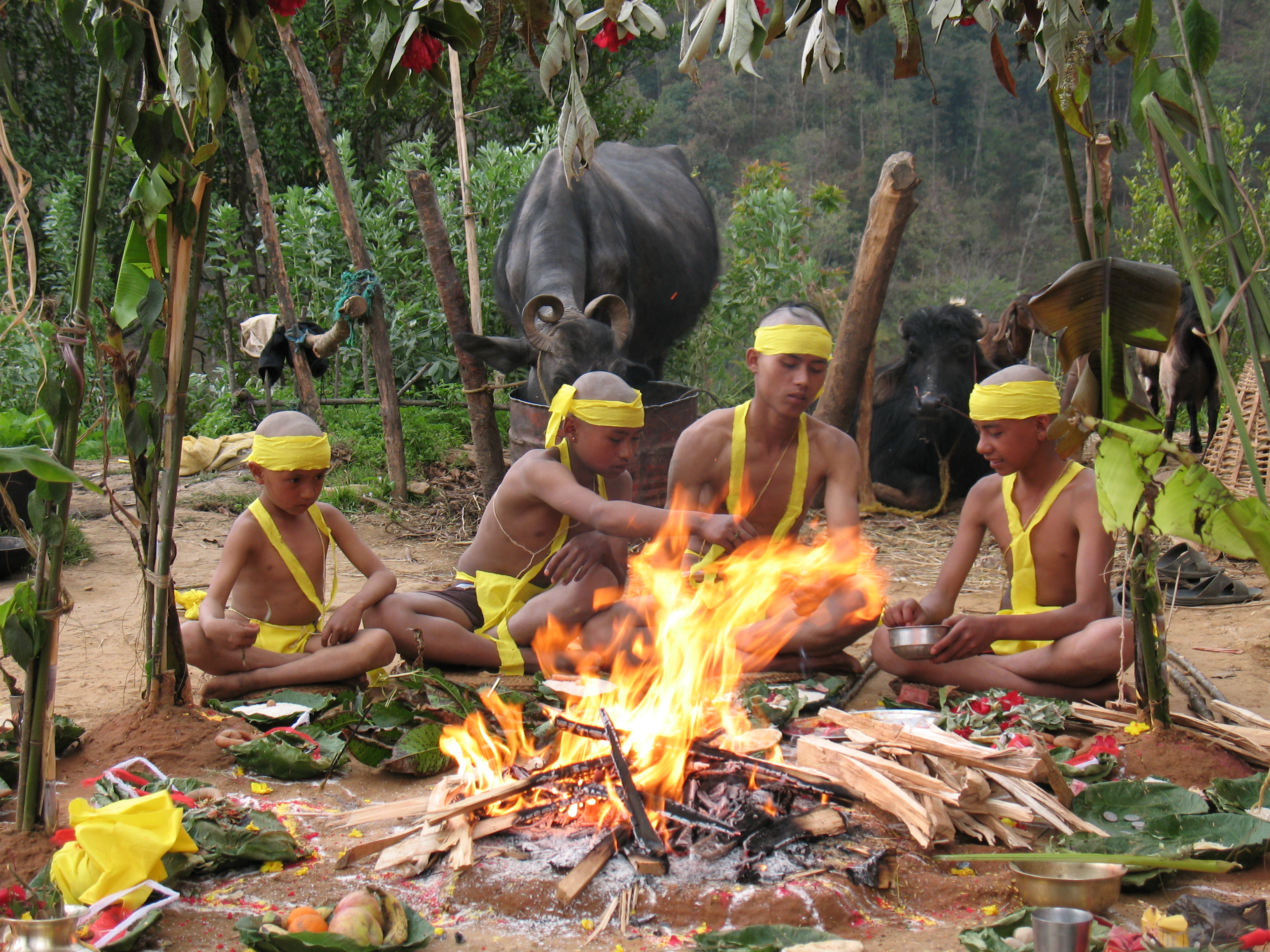
Upanayanam

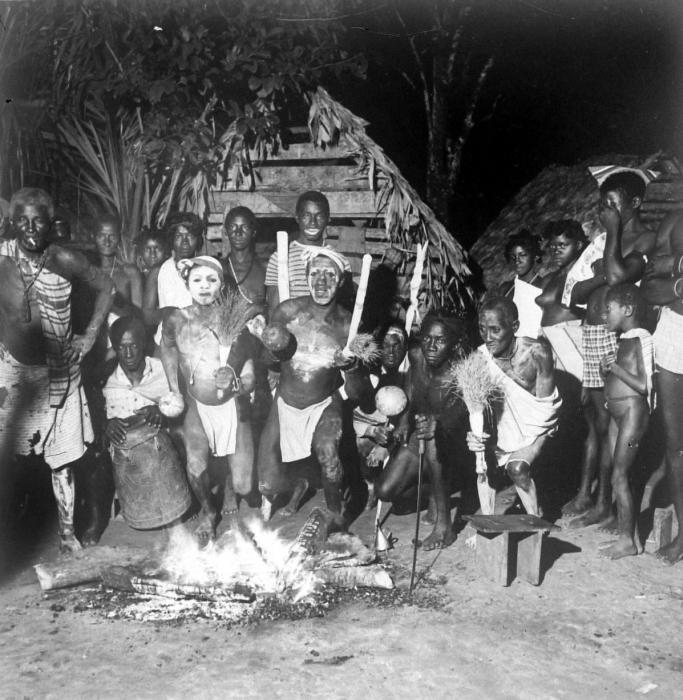
Foto genomen na afloop van een rituele dans (Obiyapee), in een Marrondorp. Dit wordt ook wel Wentidansi of Wentipee bij de Aukaners genoemd. De dansers prepareren hun lichaam met kruiden en zijn daardoor in staat om door het vuur te dansen. Terwijl ze muziek maken (slaan op de Apinti, zingen en dansen) is het mogelijk dat de danseres in trance raken. Deze dans wordt alleen uitgevoerd bij speciale gelegenheden, Suriname, 1948, Wereldmuseum Amsterdam

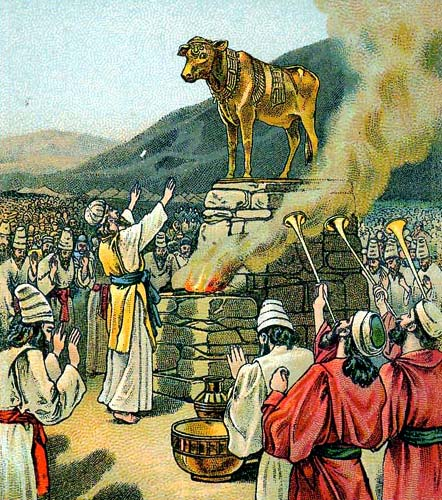
Rituelen rond het Gouden Kalf

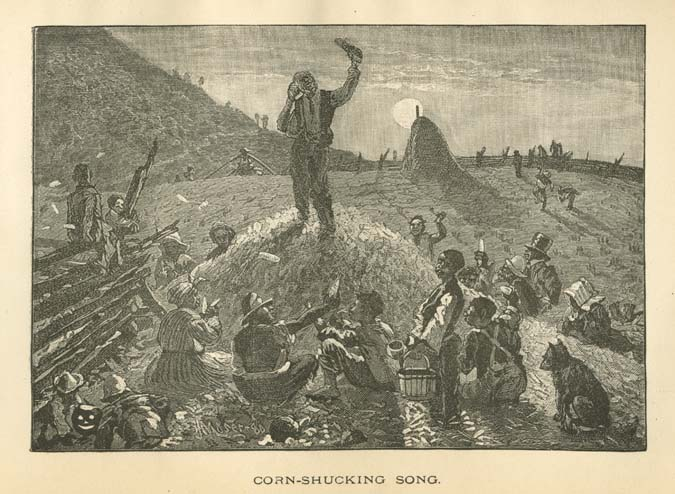
"Corn Shucking Song", uit Uncle Remus, His Songs and His Sayings: The Folk-Lore of the Old Plantation, 1881

- Carnaval is oorspronkelijk een omkeringsritueel, zie ook Maslenitsa
- Cheoyongmu
- Danoje
- Dans van Rangda en Barong
- Dauwtrappen
- De handschoen gooien en oppakken (een openingsritueel, zie tweegevecht)
- Een kruis maken met as op het voorhoofd op Aswoensdag
- Equus october
- Fordicidia
- Ganggangsullae
- Ganstrekken
- Gelede
- Ghost Dance
- Groet (zoals een Zonnegroet, het schudden van een hand, de knik met het hoofd, het opsteken van of zwaaien met een hand, het omleggen van een lei, een buiging of je hoofddeksel afnemen)
- Gule Wamkulu
- Haka
- Handoplegging
- Het aanbrengen van Tā moko (een vorm van scarificatie)
- Het aanbrengen van bepaalde tatoeages
- Het geven van een geschenk, zoals een speculaaspop of zoorholt
- Het leggen van de eerste steen
- Het lopen met vuur (bijvoorbeeld fakkels, lampionnen), zoals bij Sint Maarten
- Het naakte vragenvuur
- Hieros gamos
- Hula
- Iets inschenken, een glas heffen en/of iets drinken, zoals bij toearegthee, kraamanijs of een theeceremonie
- Ijele-maskerade
- Incubatie (tempelslaap)
- Inwijdingsritueel
- Kagami Biraki
- Kamerschieten
- Kankurang
- Kathakali
- Kecak
- Koppensnellen
- Koppermaandag
- Kora
- Koshikijima no Toshidon
- Kukeri
- Kula
- Labuhan
- Limbo
- Mak Yong
- Makishi-maskerade* Meiboom, het planten
- Mensenoffer
- Metworstrennen
- Mevlevi-dhikr
- Mikwe
- Molimo-ritueel van de Mbuti
- Neptunusritueel, bij het oversteken van de evenaar
- Nestinarstvo
- Oku-noto no Aenokoto
- Ommegang
- Ontgroening
- Perang Poepoetan
- Play-offbaard
- Proosten
- Pyebaek
- Regendans
- Ridderslag
- Rite de passage
- Rituelen in het boeddhisme
- Sadhana
- Salat (islam)
- Sanké mon
- Sbek Thom, zowel het maken van de 'poppen' als het spel
- Seppuku
- Slametan
- Stiersprong, zie ook stierenvechten
- Strooien of gooien van goederen (zoals as, confetti, rijst, kruiden, pepernoten)
- Surinaamse doodsrituelen
- Taipingqingjiao
- Tayammum
- Twaalf druiven
- Urtiin Duu
- Verblijf in een zweethut
- Vimbuza
- Voorouderverering
- vrijmetselarij
- Vruchtbaarheidsrite
- Vuurlopen
- Waarzeggerij
- Wichelarij
- Winti-prei
- Woedoe
- Zoenoffer

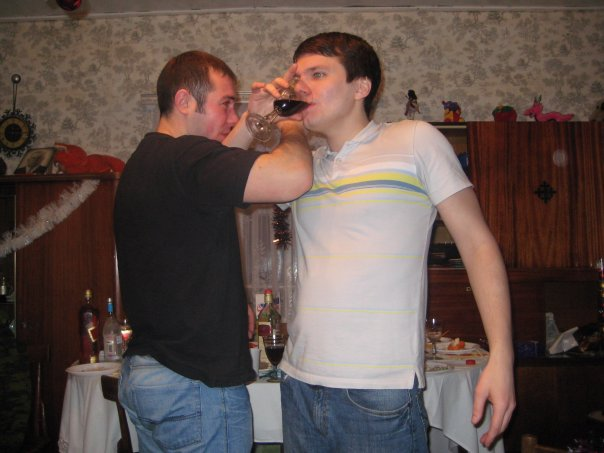
Broederschapsritueel, zie proosten
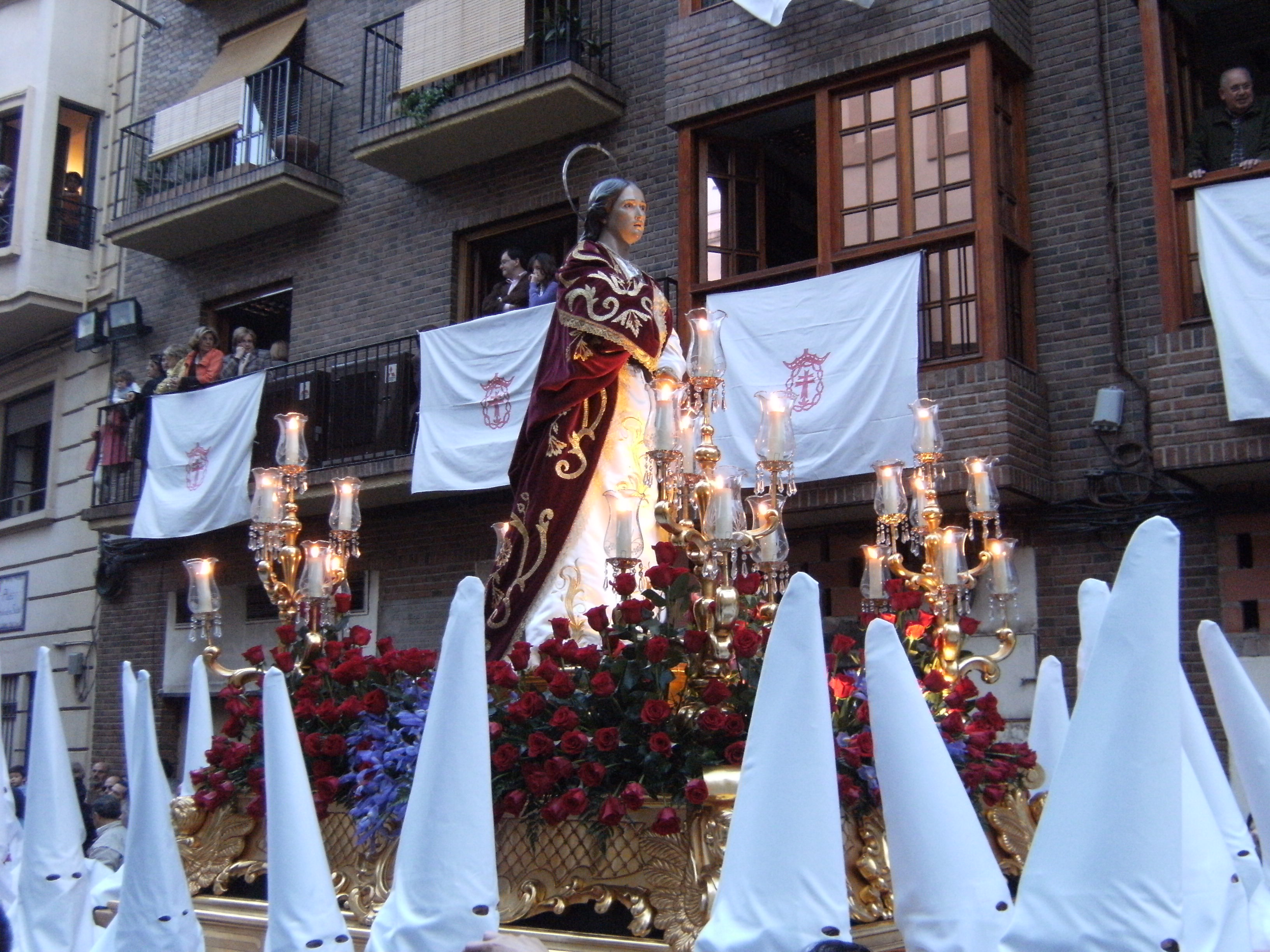
Ommegang
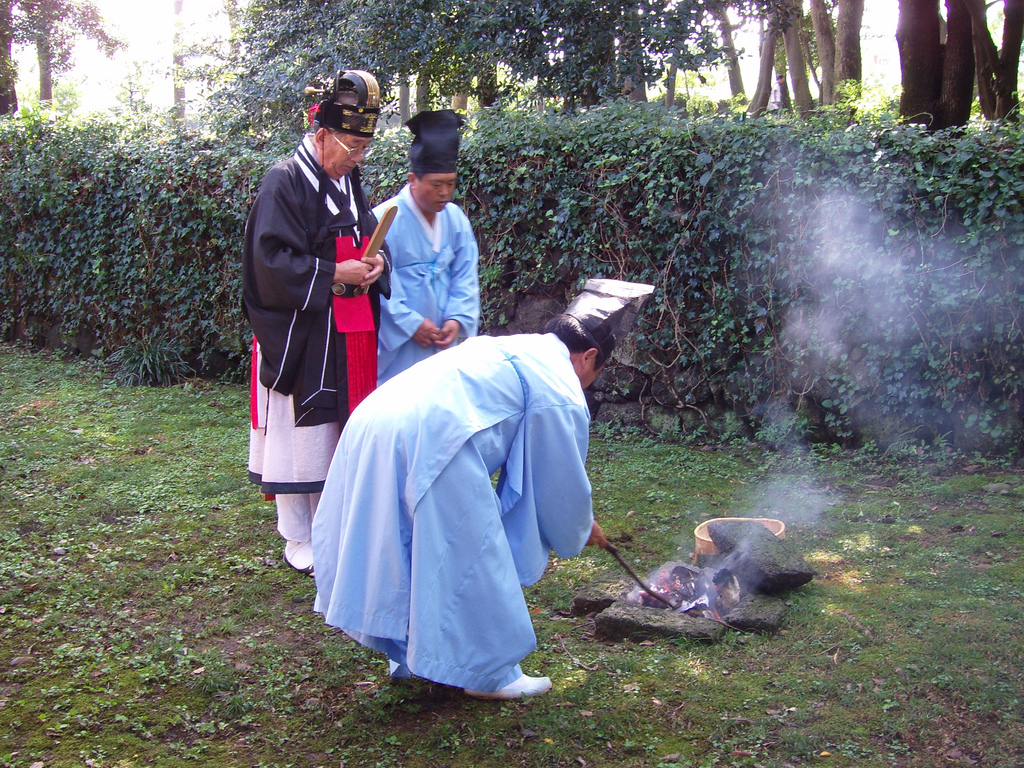
Ritueel uit het confucianisme
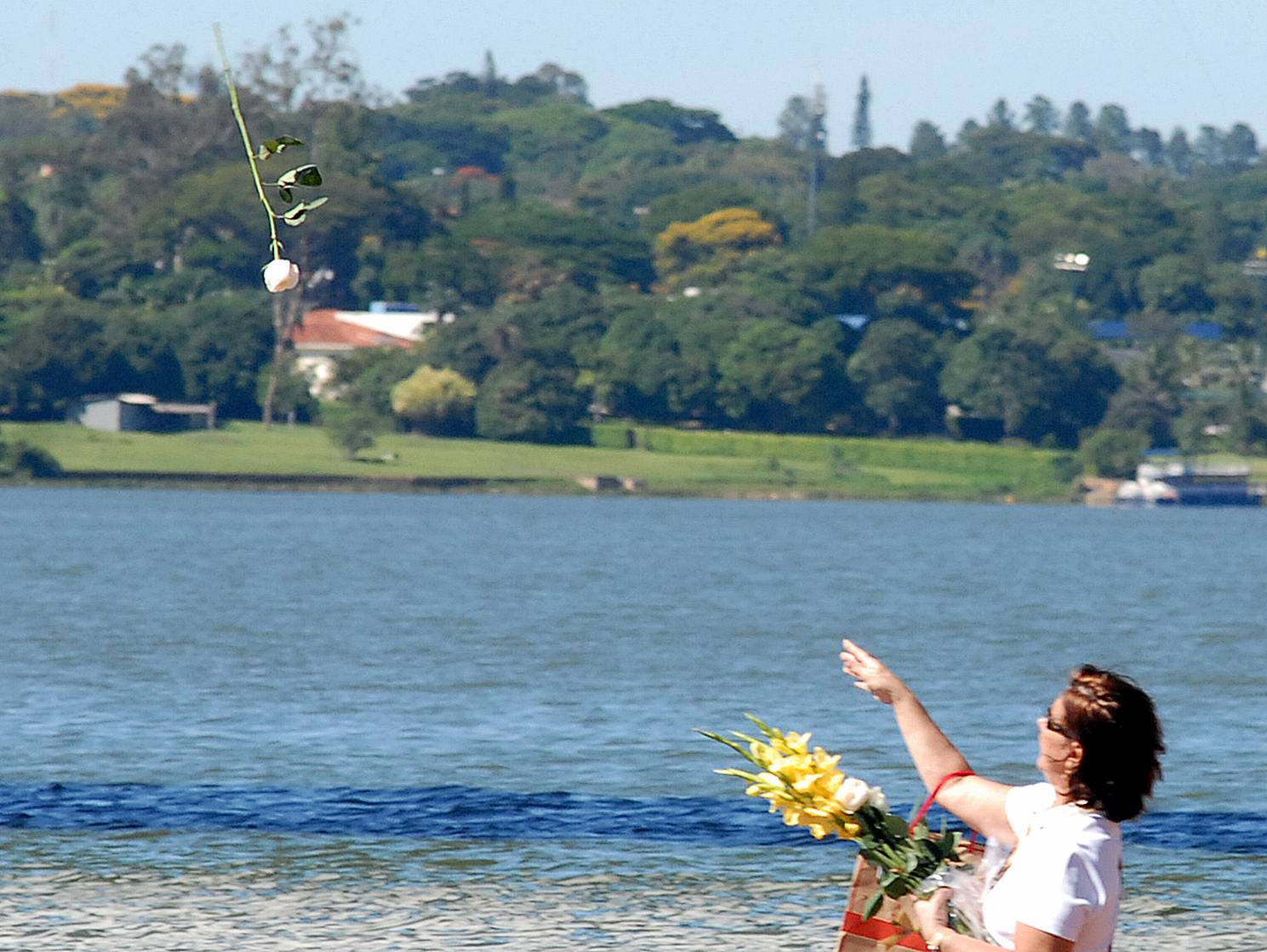
Ritueel offer
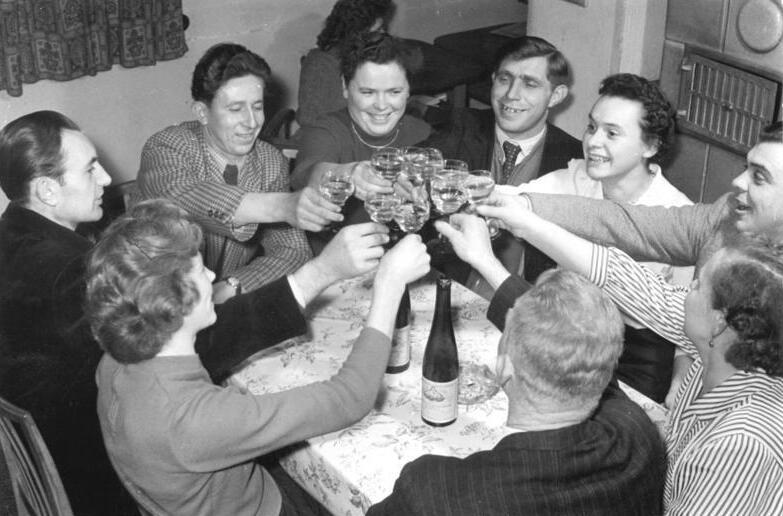
Mensen klinken de glazen, zie proosten
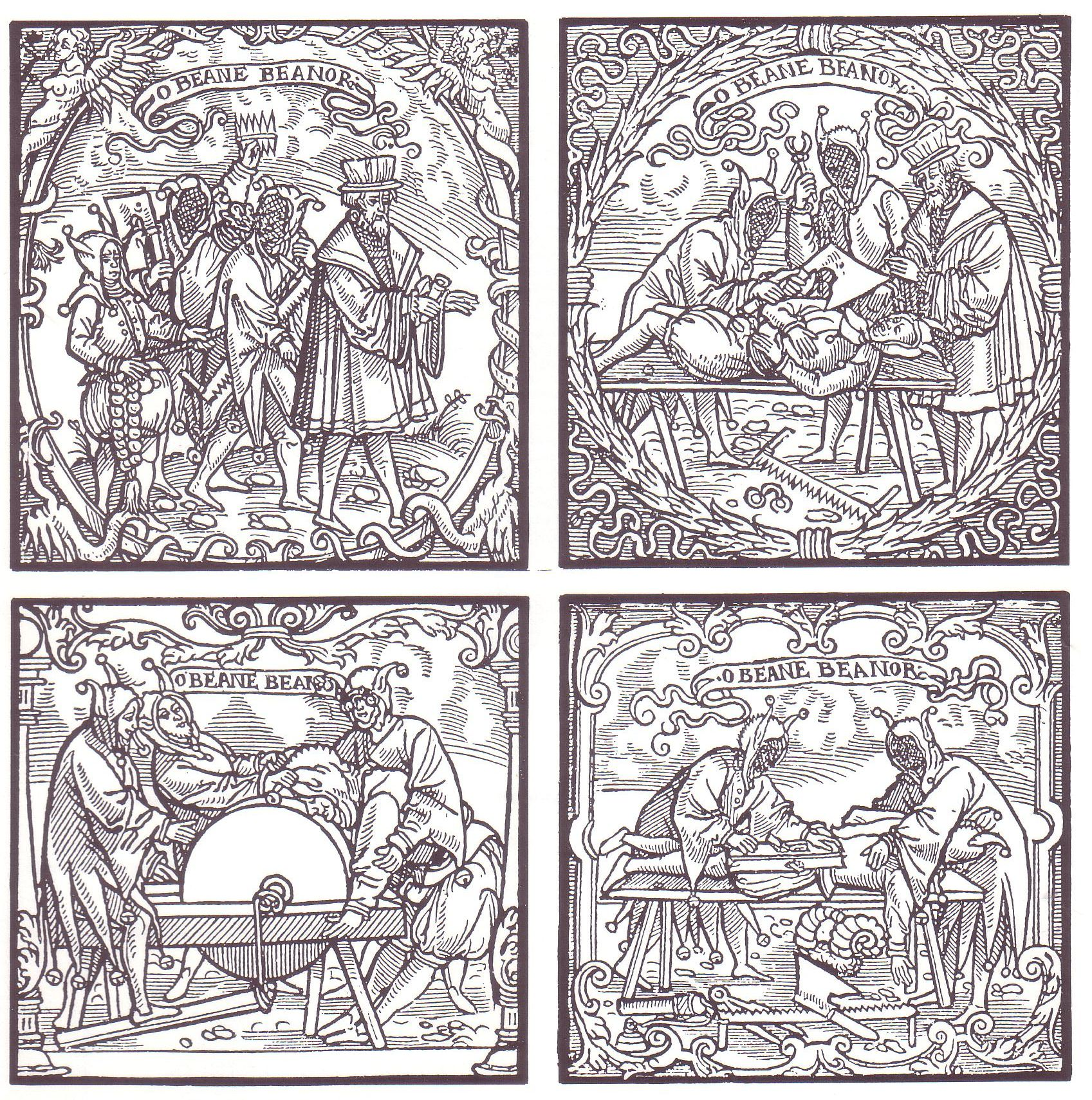
Initiatieritueel met slijpsteen uit de 16e eeuw
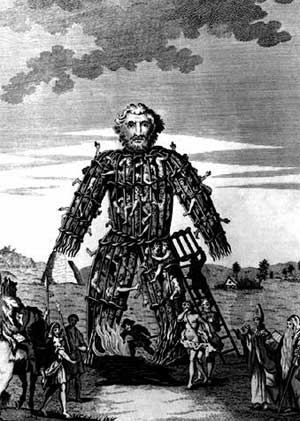
Een vruchtbaarheidsritueel met de Keltische Wicker Man, 18e eeuw
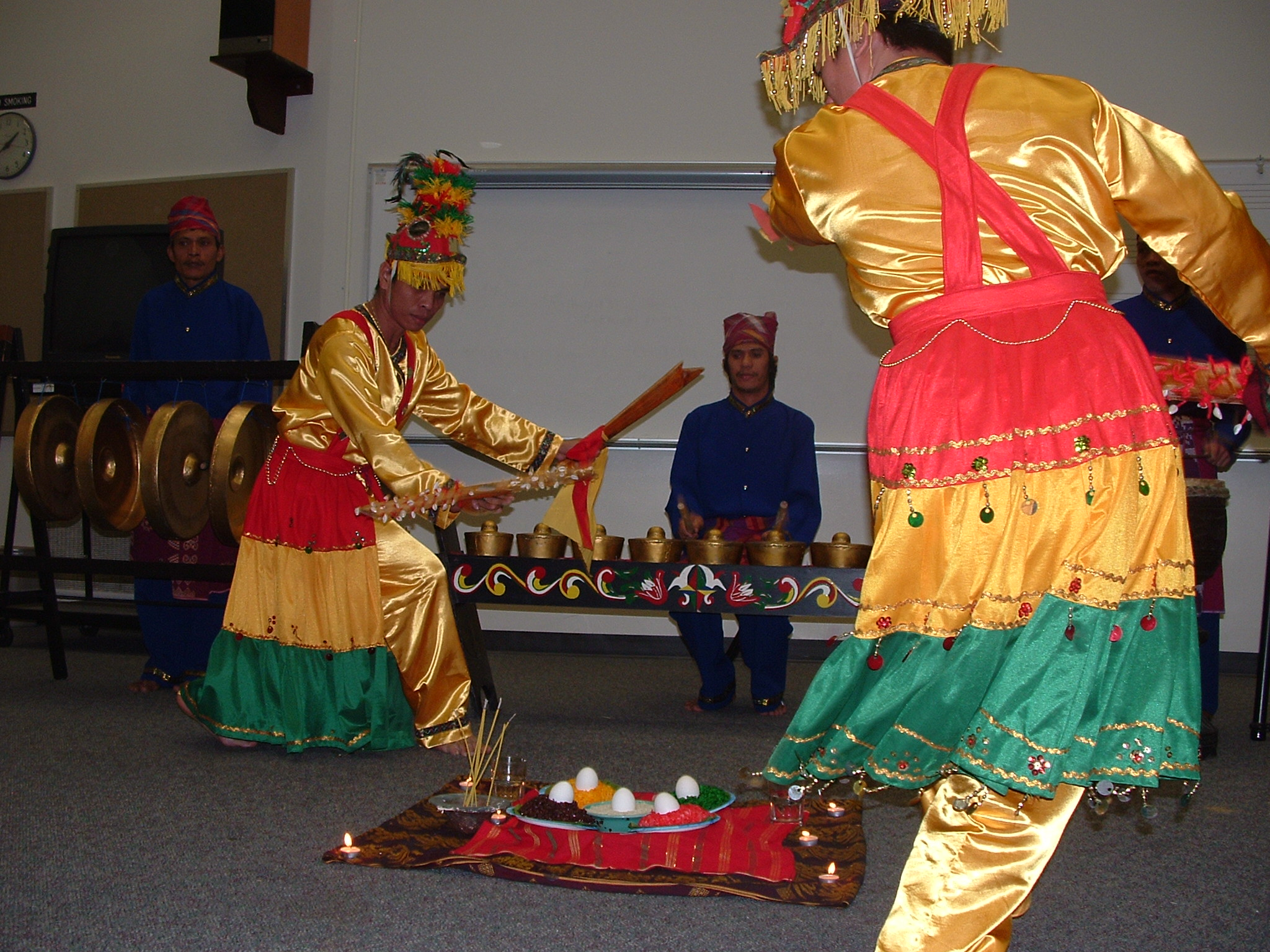
Kulintang bij een genezingsritueel
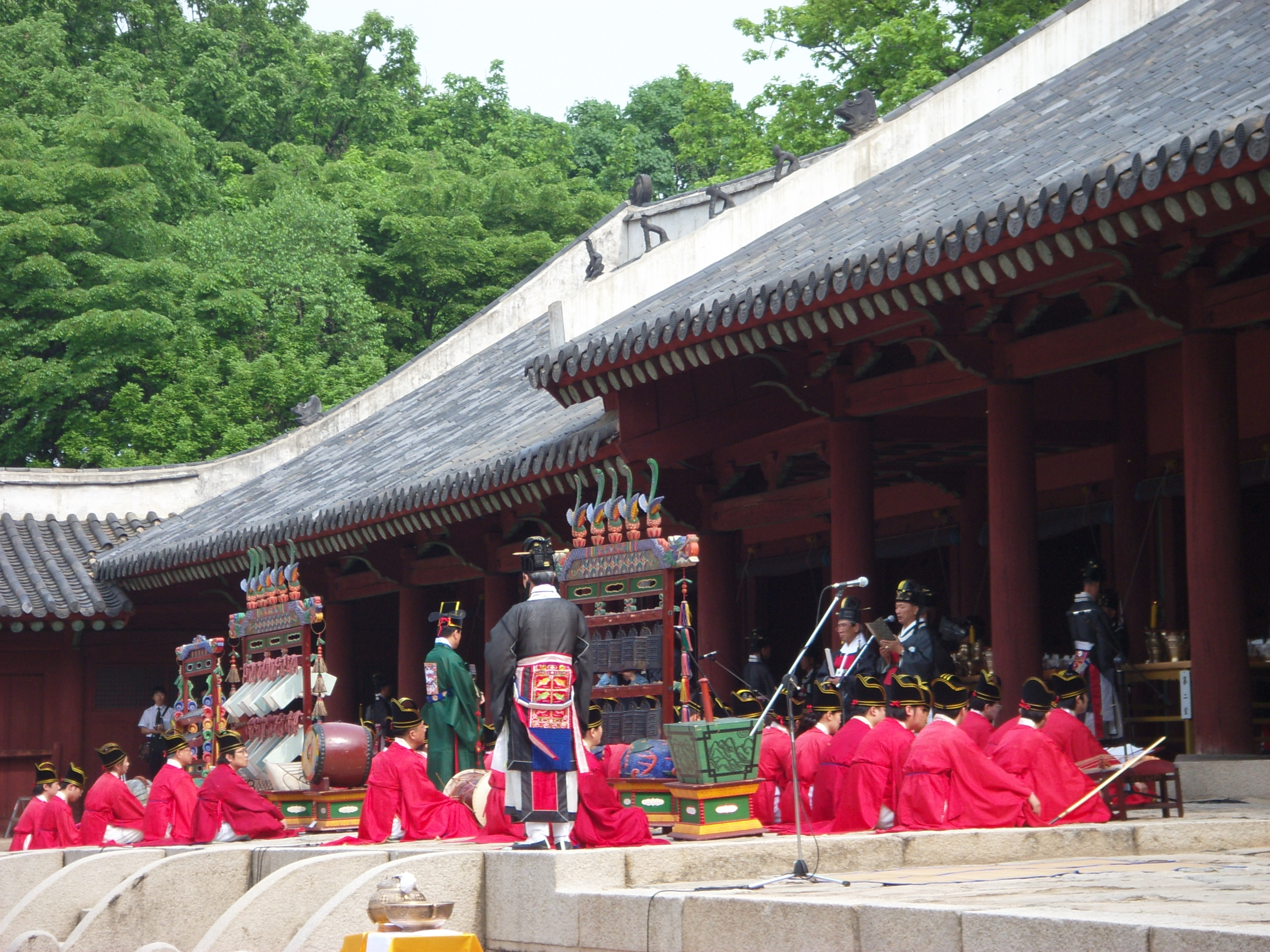
Jongmyo jeryeak, rituele muziek (voorouderverering)
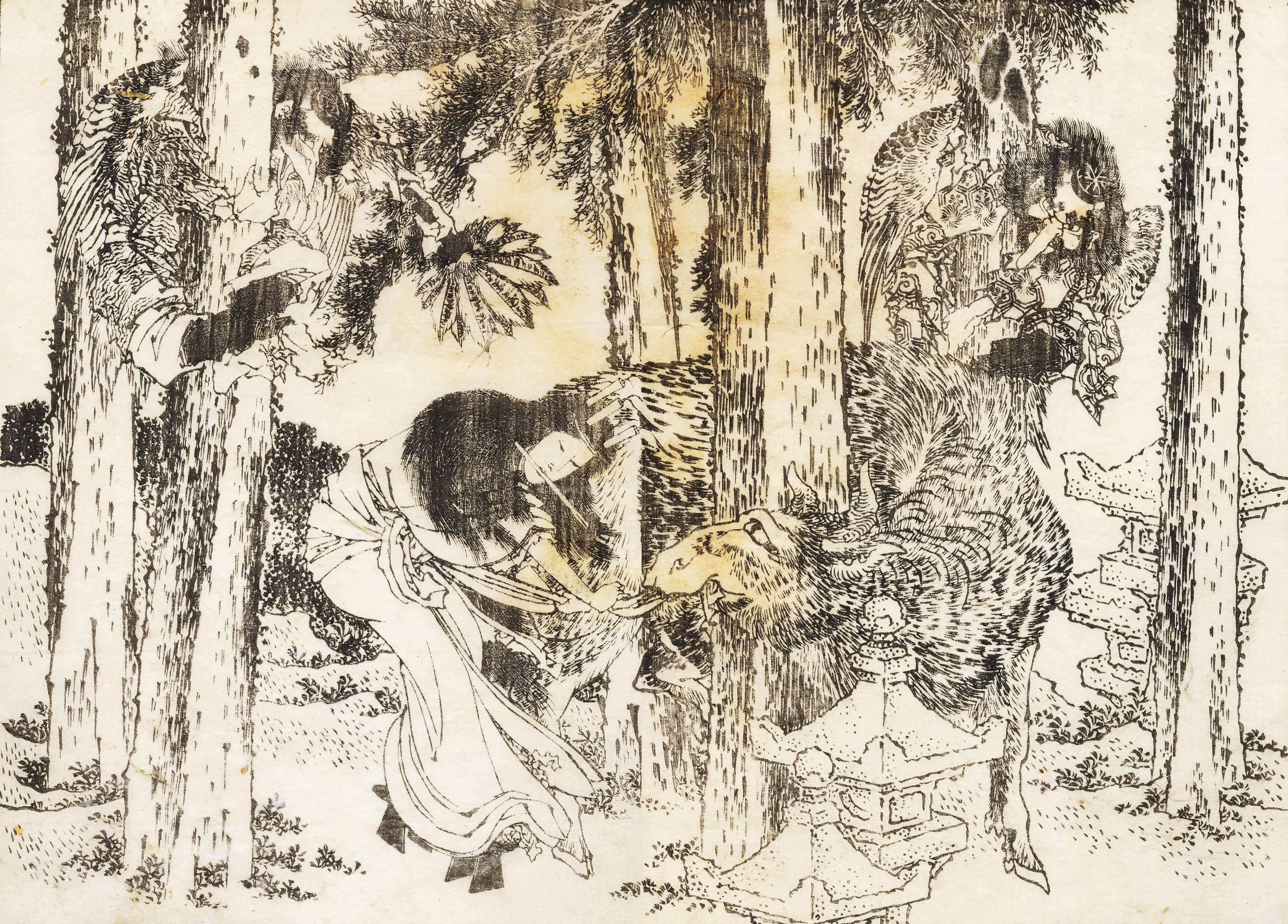
Een vrouw tijdens een vervloekingsritueel, Hokusai, Katsushika（葛飾北斎) (1760–1849)
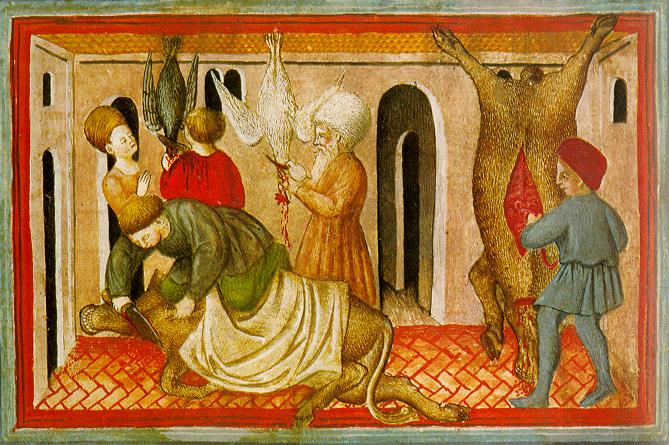
De rituele slacht van dieren, Joods ritueel, vijftiende eeuw
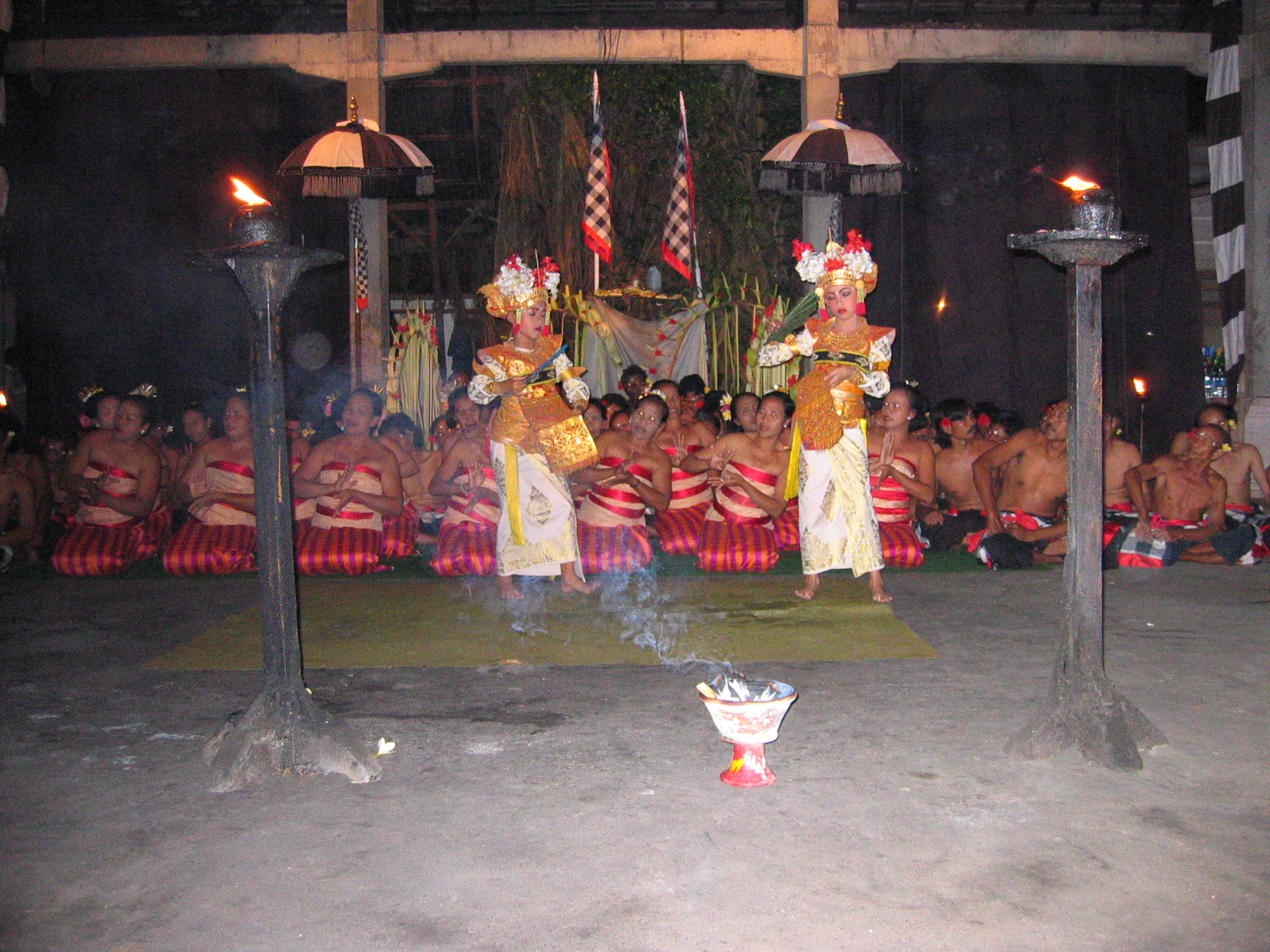
Dans uitgevoerd door twee minderjarige meisjes in trance. Zze dansen met hun ogen dicht de vrije bewegingen uit hun visioen. Na het ritueel worden de meisjes uit hun trance gehaald en met heilig water gezegend, Bali
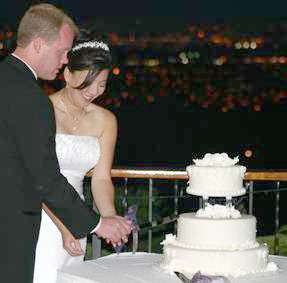
Dit pasgetrouwde bruidspaar voert het ritueel van het samen aansnijden van de bruidstaart uit
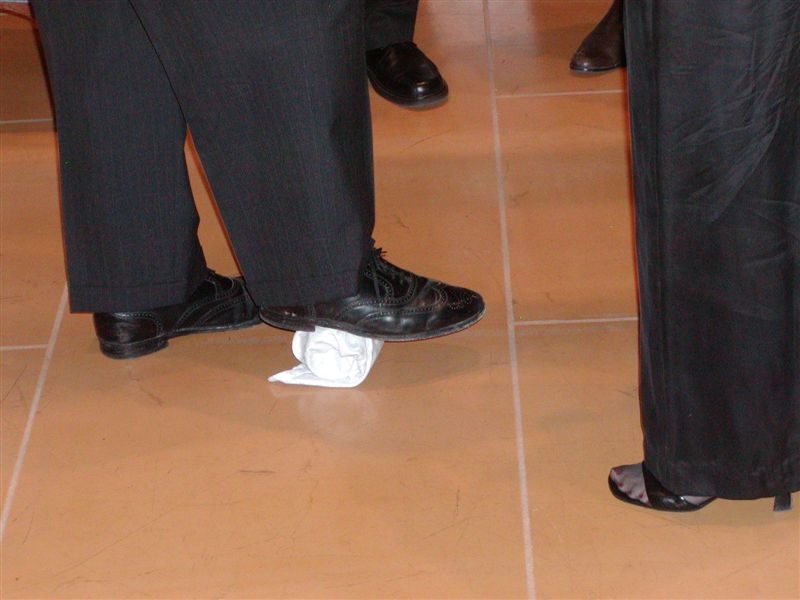
Mazzeltof ritueel tijdens een Joods huwelijk

## Studie
Rituelen worden in verschillende sociale wetenschappen bestudeerd. De sociale psychologie is geïnteresseerd in de interactie met andere leden van de groep tijdens het ritueel. Psychoanalyse heeft betrekking op de psyche van individuen. In de ethologie wordt de evolutionaire aard van de rituelen benadrukt. De klinische psychologie bestudeert vooral de bizarre privérituelen van dwangpatiënten en het ritualisme in alledaagse activiteiten dat te zien is bij autisten In de psychotherapie worden rituelen soms toegepast om de cliënt te helpen bij de verwerking van verlies en andere gebeurtenissen.

## Instandhouding
Er wordt gepoogd traditionele rituelen te behouden. Zo worden bepaalde rituelen beschermd door plaatsing op de Lijst van Meesterwerken van het Orale en Immateriële Erfgoed van de Mensheid van UNESCO.